# Liste des chansons interprétées par Eddy Mitchell
Cet article recense les chansons interprétées par Eddy Mitchell ayant fait l'objet d'une diffusion sur disque.

## Chansons

### Les années 1960

#### Avec les Chaussettes Noires (1961-1963)
(mars 2022).

#### En solo (1962-1969)
| Titre                                                                            | Musique                                                    | Paroles                                                        | Durée        | Date | Support |
| -------------------------------------------------------------------------------- | ---------------------------------------------------------- | -------------------------------------------------------------- | ------------ | ---- | --- |
| Mais reviens-moi (The Night I Cried)                                             | Udell Geld                                                 | Ralph Bernet (adaptation)                                      |              | 1962 | Super 45 tours |
| C'est à nous (Something Blue)                                                    | P. Evans, A. Byron                                         | Claude Moine, Ralph Bernet (adaptation)                        |              | 1962 | Super 45 tours |
| Quand c'est de l'amour (Somebody to Love)                                        | C. Melvin, Thomas T. Connor                                | Claude Moine, Ralph Bernet                                     |              | 1962 | Super 45 tours |
| Angel (Angel)                                                                    | S. Tepper, R. T. Bennet                                    | Claude Moine (adaptation)                                      |              | 1962 | Super 45 tours |
| Oui je t'aime                                                                    | Claude Carrère                                             | André Salvet                                                   |              | 1963 | Super 45 tours |
| Je ne pense qu'à l'amour (Lovesick Blues)                                        | I. Mills, C. Friend                                        | Fernand Bonifay (adaptation)                                   |              | 1963 | Super 45 tours |
| Be Bop a Lula 63 (Be-Bop-A-Lula)                                                 | Gene Vincent, Sheriff « Tex » Davis                        | Claude Moine, Gisèle Vesta (adaptation)                        |              | 1963 | Super 45 tours |
| Ce diable noir (Old Black Magic)                                                 | H. Arlen, J. Mercer                                        | Charles Aznavour (adaptation)                                  |              | 1963 | Super 45 tours |
| Si tu penses (Little Town Flirt)                                                 | D. Shannon, M. Mc Kenzie                                   | Claude Moine (adaptation)                                      |              | 1963 | album Voici Eddy... c'était le soldat Mitchell |
| Tout s'est réalisé (If You Won't My Lovin')                                      | T. Scott, John Marascalco                                  | Claude Moine (adaptation)                                      |              | 1963 | album Voici Eddy... c'était le soldat Mitchell |
| C'est grâce à toi (I Listen to My Heart)                                         | F. Ilfield                                                 | R. Valade (adaptation)                                         |              | 1963 | album Voici Eddy... c'était le soldat Mitchell |
| En revenant (I'm Movin On)                                                       | H. Snow                                                    | Claude Moine (adaptation)                                      |              | 1963 | album Voici Eddy... c'était le soldat Mitchell |
| Une fille dans les bras                                                          | Jean Renard                                                | André Salvet, Claude Carrère                                   |              | 1963 | album Voici Eddy... c'était le soldat Mitchell |
| Quand une fille me plaît (Big Noise)                                             | R. Beauduc, B. Aggert                                      | P. Saka (adaptation)                                           |              | 1963 | album Voici Eddy... c'était le soldat Mitchell |
| Chaing Gang (Chain Gang)                                                         | Sam Cooke                                                  | Claude Moine (adaptation)                                      |              | 1963 | album Voici Eddy... c'était le soldat Mitchell |
| Je reviendrai (I'm Going Home)                                                   | J.W. Stole, D. Roma                                        | P. Saka, B. Bian, Jacques Plante (adaptation)                  |              | 1963 | album Voici Eddy... c'était le soldat Mitchell |
| Une fille si belle                                                               | Jean-Pierre Bourtayre                                      | Pierre Delanoé                                                 |              | 1963 | album Voici Eddy... c'était le soldat Mitchell |
| Quel est votre nom ? (Held for Questionning)                                     | Ch. Blackwell                                              | Claude Moine (adaptation) (information incertaine à confirmer) |              | 1963 | album Voici Eddy... c'était le soldat Mitchell |
| Pour vous (Weeping Willow)                                                       | D. Lynn                                                    | Claude Moine (adaptation) (information incertaine à confirmer) |              | 1963 | album Voici Eddy... c'était le soldat Mitchell |
| La Longue Marche                                                                 | J.W. Stole, D. Roma                                        | Jacques Plante                                                 |              | 1963 | album Voici Eddy... c'était le soldat Mitchell |
| C'est si bon                                                                     | Henri Betti                                                | André Hornez                                                   |              | 1963 | 45 tours 60359 (janvier 1965) |
| La Mer                                                                           | Léo Chauliac                                               | Charles Trenet                                                 |              | 1963 | 45 tours 60359 (janvier 1965) |
| Te voici (Mean Woman Blues)                                                      | P. Guitton, C. Démétrius                                   | Ralph Bernet (adaptation)                                      |              | 1963 | album Eddy in London |
| Blue Jean Bop (Blue Jean Bop)                                                    | Gene Vincent, H. Levyl                                     | Ralph Bernet, Daniel Gérard (adaptation)                       |              | 1963 | album Eddy in London |
| Kansas City (Kansas City)                                                        | Jerry Leiber                                               | J. Guido, Jean Constantin (adaptation)                         |              | 1963 | album Eddy in London |
| Comment vas-tu mentir ? (C'mon Everybody)                                        | Eddie Cochran, J. Capehard                                 | Claude Moine (adaptation)                                      |              | 1963 | album Eddy in London |
| Belle Honey (Money Honey)                                                        | Jesse Stone                                                | Claude Moine (adaptation)                                      |              | 1963 | album Eddy in London |
| Ready Teddy (Ready Teddy)                                                        | John Marascalco                                            | Claude Moine (adaptation)                                      |              | 1963 | album Eddy in London |
| Jolie Miss Molly (Good Golly, Miss Molly)                                        | Robert Blackwell, John Marascalco                          | Georges Aber, J. Eigel (adaptation)                            |              | 1963 | album Eddy in London |
| Sentimentale (Baby I Don't Care (en))                                            | Jerry Leiber, Mike Stoller                                 | Michel Emer (adaptation)                                       |              | 1963 | album Eddy in London |
| C'est le soir (Rit It Up)                                                        | Robert Blackwell, John Marascalco                          | Claude Moine, Gisèle Vesta (adaptation)                        |              | 1963 | album Eddy in London |
| L'Oncle John (Long Tall Sally)                                                   | E. Johnson                                                 | Gisèle Vesta (adaptation)                                      |              | 1963 | album Eddy in London |
| Peggy Sue (Peggy Sue)                                                            | J. Allison, Norman Petty                                   | M. Libert (adaptation)                                         |              | 1963 | album Eddy in London |
| Jolie Mélodie (Cherished Memories)                                               | Sheeley                                                    | Ralph Bernet (adaptation)                                      |              | 1963 | album Eddy in London |
| Ma maîtresse d'école (Don't school a fool)                                       | Mort Shuman Doc Pomus                                      | Claude Moine (adaptation)                                      |              | 1963 | Super 45 tours (initialement promis à Elvis Presley, ce titre est une création originale d'Eddy Mitchell) |
| Tu n'as rien de tout ça ((You're the) Devil in Disguise)                         | Bernie Baum (en), Bill Giant (en), Florence Kaye (en)      | Ralph Bernet (adaptation)                                      |              | 1963 | Super 45 tours |
| Rien non rien (Run fool run)                                                     | Mort Shuman Doc Pomus                                      | Claude Moine (adaptation)                                      |              | 1963 | Super 45 tours (initialement promis à Elvis Presley, ce titre est une création originale d'Eddy Mitchell) |
| Tu n'es pas l'ange que j'attendais                                               | Georges Garvarentz                                         | Charles Aznavour                                               |              | 1964 | resté inédit à l'époque, ce titre est paru à l'occasion de la sortie de l'intégrale CD C'est la version de Frank Alamo qui est parue sur le 45 tours BOF Cherchez l'idole (voir également le CD Cherchez l'idole)                                        |
| J'irais bien                                                                     | Jean-Pierre Bourtayre                                      | P. Saka                                                        |              | 1964 | album Panorama |
| Pas de chance (Money)                                                            | Bradford Gordy                                             | Claude Moine (adaptation)                                      |              | 1964 | album Panorama |
| J'irai au paradis (Three Steps To Heaven)                                        | Eddie Cochran                                              | Claude Moine (adaptation)                                      |              | 1964 | album Panorama |
| Memphis Tennessee (Memphis, Tennessee)                                           | Chuck Berry                                                | Daniel Gérard, Pierre Barouh (adaptation)                      |              | 1964 | album Panorama |
| Oh mon cœur                                                                      | J. Harel                                                   | D. Horris                                                      |              | 1964 | album Panorama |
| Doucement mais sûrement (Slowly But Surely)                                      | S. Waine, B. Weismen                                       | Claude Moine (adaptation)                                      |              | 1964 | album Panorama |
| Repose Beethoven (Roll Over Beethoven)                                           | Chuck Berry                                                | Manou Roblin (adaptation)                                      |              | 1964 | album Panorama |
| Détective privé (Brown Eyed Handsome Man)                                        | Chuck Berry                                                | Claude Moine (adaptation)                                      |              | 1964 | album Panorama |
| Tu vas rentrer chez toi                                                          | Jean Renard                                                | Claude Moine                                                   |              | 1964 | album Panorama |
| Maybellene (Maybellene)                                                          | Chuck Berry                                                | Claude Moine (adaptation)                                      |              | 1964 | album Panorama |
| L'École des cœurs brisés (School of hearbreakers)                                | Mort Shuman Doc Pomus                                      | Claude Moine                                                   |              | 1964 | album Panorama |
| Donne-moi une idée (School Days)                                                 | Chuck Berry                                                | Claude Moine (adaptation)                                      |              | 1964 | album Panorama |
| J'aime Paris au mois de mai                                                      | Charles Aznavour                                           | Charles Aznavour                                               |              | 1964 | Interprété le 28 mars 1964 à la télévision dans l'émission Douce France et resté inédit au disque jusqu'en 1979, année de sa parution en 33 tours dans la collection Eddy Mitchell Story (33 tours Barclay 90351)                                        |
| Plaisir d'amour                                                                  | Jean-Paul-Égide Martini                                    | Jean-Pierre Claris de Florian                                  |              | 1964 | Interprété le 28 mars 1964 à la télévision dans l'émission Douce France et resté inédit au disque jusqu'en 1979, année de sa parutions en 33 tours dans la collection Eddy Mitchell Story (33 tours Barclay 90351)                                       |
| Fauché Busted (en)                                                               | Harlan Howard                                              | Claude Moine (adaptation)                                      |              | 1964 | album Toute la ville en parle... Eddy est formidable |
| Il faut croire (Sticks and Stones (Titus Turner song) (en)                       | Titus Turner (en)                                          | Claude Moine (adaptation)                                      |              | 1964 | album Toute la ville en parle... Eddy est formidable |
| J'ai tout perdu (Not For Me)                                                     | B. Darin                                                   | Claude Moine (adaptation)                                      |              | 1964 | album Toute la ville en parle... Eddy est formidable |
| Juste un regard (Just One Look)                                                  | G. Caroll, D. Payne                                        | M. Vendome (adaptation)                                        |              | 1964 | album Toute la ville en parle... Eddy est formidable |
| Qui l'a rendu fou (Lonely Avenue)                                                | Doc Pomus                                                  | Claude Moine (adaptation) (information incertaine à confirmer) |              | 1964 | album Toute la ville en parle... Eddy est formidable |
| Everything All Right (version française) (Everything's All Right)                | Stavely, Stuart Karlson                                    | Claude Moine (adaptation)                                      |              | 1964 | album Toute la ville en parle... Eddy est formidable |
| Je défendrai mon amour (You'Il only start me cryin' again)                       | Mort Shuman Clive Westlake (en)                            | André Salvet (adaptation)                                      |              | 1964 | album Toute la ville en parle... Eddy est formidable (initialement promis à Elvis Presley, ce titre est une création originale d'Eddy Mitchell) |
| Le Générique                                                                     | Mort Shuman                                                | Claude Moine                                                   |              | 1964 | album Toute la ville en parle... Eddy est formidable (première chanson écrite par Mort Shuman et Eddy Mitchell) |
| Mais pas pour moi                                                                | D. Hortis                                                  | J. Arel                                                        |              | 1964 | album Toute la ville en parle... Eddy est formidable |
| Trois jours avec moi                                                             | Jean-Pierre Bourtayre                                      | P. Saka                                                        |              | 1964 | album Toute la ville en parle... Eddy est formidable |
| Johnny merci                                                                     | Mort Shuman                                                | Claude Moine                                                   |              | 1964 | album Toute la ville en parle... Eddy est formidable |
| Toujours un coin qui me rappelle ((There's) Always Something There to Remind Me) | H. David, B. Bacharach                                     | Ralph Bernet (adaptation)                                      |              | 1964 | album Toute la ville en parle... Eddy est formidable |
| J'ai perdu mon amour (You've Lost That Lovin' Feelin')                           | Phil Spector, Barry Mann, Cynthia Weil                     | Georges Aber (adaptation)                                      |              | 1965 | album Du rock 'n' roll au rhythm 'n' blues |
| Caldonia (Caldonia)                                                              | Louis Jordan                                               | Claude Moine (adaptation)                                      |              | 1965 | album Du rock 'n' roll au rhythm 'n' blues |
| La Fenêtre                                                                       | Jean-Pierre Bourtayre, P. Saka                             | Claude Moine                                                   |              | 1965 | album Du rock 'n' roll au rhythm 'n' blues |
| Barbe Bleue (Lovin' up A Storm)                                                  | Khent Dixon                                                | Claude Moine (adaptation)                                      |              | 1965 | album Du rock 'n' roll au rhythm 'n' blues |
| Rendez-vous (Down The Line ?)                                                    | Roy Orbison                                                | Claude Moine (adaptation)                                      |              | 1965 | album Du rock 'n' roll au rhythm 'n' blues |
| J'avais deux amis (St. James Infirmary)                                          | Traditionnel                                               | Jacques Chaumelle (adaptation)                                 |              | 1965 | album Du rock 'n' roll au rhythm 'n' blues |
| Tu ne peux pas (I'm Crying)                                                      | Price Burdon                                               | Claude Carrère (adaptation)                                    |              | 1965 | album Du rock 'n' roll au rhythm 'n' blues |
| Je t'en veux d'être belle                                                        | Jean Renard                                                | P. Saka                                                        |              | 1965 | album Du rock 'n' roll au rhythm 'n' blues |
| Personne au monde (Talkin' Bout You)                                             | Ray Charles                                                | Claude Moine (adaptation)                                      |              | 1965 | album Du rock 'n' roll au rhythm 'n' blues |
| Je ne veux pas croire                                                            | Jean-Pierre Bourtayre, P. Saka                             | Claude Moine, Jean Bouchety                                    |              | 1965 | album Du rock 'n' roll au rhythm 'n' blues |
| J'ai tout mon temps Great Balls of Fire                                          | Jack Hammer, Otis Blackwell                                | Claude Moine (adaptation)                                      |              | 1965 | album Du rock 'n' roll au rhythm 'n' blues |
| Si tu n'étais pas mon frère                                                      | Guy Magenta                                                | Ralph Bernet                                                   |              | 1965 | album Du rock 'n' roll au rhythm 'n' blues |
| La Photo des jours heureux                                                       | Jean Renard                                                | Frank Gérald                                                   |              | 1965 | Super 45 tours |
| J'avoue (Untrue)                                                                 | G. Wills                                                   | Claude Moine, Jean Renard                                      |              | 1965 | Super 45 tours |
| Et tu pleureras                                                                  | Mort Shuman                                                | Claude Moine                                                   |              | 1965 | album Perspective 66 |
| Elle détruit les garçons                                                         | Guy Magenta                                                | Ralph Bernet                                                   |              | 1965 | album Perspective 66 |
| Tu ferais mieux de l'oublier (You've Got to Hide Your Love Away)                 | Paul McCartney                                             | Pierre Delanoé (adaptation)                                    |              | 1965 | album Perspective 66 |
| Je lui raconte ma vie                                                            | Jean Bouchety                                              | Claude Moine                                                   |              | 1965 | album Perspective 66 |
| Aux yeux de ton amour (Lookin' Thru The Eyes Of Love)                            | B. Man, C. Weil                                            | Georges Aber                                                   |              | 1965 | album Perspective 66 |
| To be or not to be                                                               | Jean-Pierre Bourtayre                                      | Claude Moine                                                   |              | 1965 | album Perspective 66 |
| Je n'ai qu'un cœur (I've Got A Heart)                                            | G. Wills                                                   | Claude Moine (adaptation)                                      |              | 1965 | album Perspective 66 |
| Rien qu'un seul mot ((I Can't Get No) Satisfaction)                              | Cliff Richard, Mick Jagger                                 | Claude Moine (adaptation)                                      |              | 1965 | album Perspective 66 |
| Serre les dents                                                                  | Guy Magenta                                                | Ralph Bernet                                                   |              | 1965 | album Perspective 66 |
| Tu es le seul                                                                    | Jean-Pierre Bourtayre                                      | Claude Moine                                                   |              | 1965 | album Perspective 66 |
| Revoir encore                                                                    | Mort Shuman                                                | Ralph Bernet                                                   |              | 1965 | album Perspective 66 |
| S'il n'en reste qu'un                                                            | Jean-Pierre Bourtayre                                      | Claude Moine                                                   |              | 1965 | album Perspective 66 |
| What'd I Say                                                                     | Ray Charles                                                | Ray Charles                                                    |              | 1965 | 33 tours 920243 Collection récital Eddy Mitchell Volume 1 (resté inédit à l'époque le titre sort sur une compilation dans les années 1970) accompagné à la guitare par Jimmy Page                                                                        |
| Les Filles des magazines                                                         | Guy Magenta                                                | Ralph Bernet                                                   |              | 1965 | 33 tours 90354 Eddy Mitchell Volume 4 : Si tu n'étais pas mon frère et 33 tours 920244 Collection récital Eddy Mitchell Volume 2 (resté inédit à l'époque le titre sort sur deux compilations dans les années 1970) accompagné la guitare par Jimmy Page |
| Fortissimo                                                                       | Guy Magenta                                                | Ralph Bernet                                                   |              | 1966 | Super 45 tours |
| La Triste Histoire                                                               | Jean-Pierre Bourtayre                                      | Claude Moine                                                   |              | 1966 | Super 45 tours |
| Les Filles d'Irlande                                                             | Jean Renard                                                | P. Saka                                                        |              | 1966 | Super 45 tours |
| Monsieur bon dieu                                                                | Jean-Pierre Bourtayre                                      | Claude Moine                                                   |              | 1966 | Super 45 tours |
| Chronique pour l'an 2000                                                         | Pierre Papadiamandis                                       | Claude Moine                                                   |              | 1966 | Super 45 tours |
| La Dernière Fois                                                                 | Jean-Pierre Bourtayre                                      | Claude Moine                                                   |              | 1966 | Super 45 tours |
| Seul                                                                             | Pierre Papadiamandis                                       | Claude Moine                                                   |              | 1966 | album Seul |
| Au temps des romains                                                             | Guy Magenta                                                | Ralph Bernet                                                   |              | 1966 | album Seul |
| Je serai de retour                                                               | Jacques Revaux                                             | Ralph Bernet                                                   |              | 1966 | album Seul |
| L'aventure                                                                       | Jean-Pierre Bourtayre                                      | Claude Moine                                                   |              | 1966 | album Seul |
| J'ai oublié de l'oublier                                                         | Pierre Papadiamandis                                       | Claude Moine                                                   |              | 1966 | album Seul |
| Fraulein (Fraulein (song) (en))                                                  | Lawton Williams (en)                                       | Claude Moine (adaptation)                                      |              | 1966 | album Seul |
| L'épopée du rock                                                                 | Jean-Pierre Bourtayre                                      | Philippe Christian, Claude Moine                               |              | 1966 | album Seul |
| Et maintenant                                                                    | Gilbert Bécaud                                             | Pierre Delanoë                                                 |              | 1966 | album Seul |
| L'enfant qui m'a vu pleurer                                                      | Pierre Papadiamandis                                       | Claude Moine                                                   |              | 1966 | album Seul |
| Société anonyme                                                                  | Guy Magenta                                                | Ralph Bernet                                                   |              | 1966 | album Seul |
| La damnation de Faust                                                            | Éric Charden                                               | Monty                                                          |              | 1966 | album Seul |
| De la musique                                                                    | Jean-Pierre Bourtayre                                      | Claude Moine                                                   |              | 1966 | album Seul |
| Le tango des jonquilles                                                          | Piero Trombetta                                            | Georges Coulonges                                              |              | 1966 | titre resté inédit jusqu'en 1994 : coffret Eddy Mitchell sur scène, CD 7 Inédits live 1964-1967 |
| Dans le monde                                                                    | P. Siedge, X. Herta                                        | Manou Roblin                                                   |              | 1966 | CD Curiosités 1963-1992, (resté inédit jusqu'en 1998) |
| Ce Sempre Un Posto (Toujours un coin qui me rappelle en italien)                 | H. David, B. Bacharach, André Salvet                       | ? (adaptation italienne)                                       |              | 1966 | |
| Si No Fueras Tu Mi Hermano (Si tu n'étais pas mon frère en espagnol)             | Guy Magenta, Ralph Bernet                                  | ? (adaptation espagnole)                                       |              | 1966 | |
| La Ventana (La fenêtre en espagnol)                                              | Jean-Pierre Bourtayre, P. Saka, claude Moine               | ? (adaptation espagnole)                                       |              | 1966 | |
| Si Tu No Fueras Tan Bella (Je t'en veux d'être belle en espagnol)                | Jean Renard, P. Saka                                       | ? (adaptation espagnole)                                       |              | 1966 | |
| Verla De Nuevo (Revoir encore en espagnol)                                       | Mort Shuman, Ralph Bernet                                  | ? (adaptation espagnole)                                       |              | 1966 | |
| Youll Never Star Me Crying (Je défendrai mon amour en anglais)                   | Mort Shuman, Clive Weetake, André Salvet                   | ? (adaptation anglaise)                                        |              | 1966 | |
| Out of the Grooves (De la musique en anglais)                                    | Jean-Pierre Bourtayre, Claude Moine                        | ? (adaptation anglaise)                                        |              | 1966 | |
| Fortissimo (Fortissimo en anglais)                                               | Guy Magenta, Ralph Bernet                                  | ? (adaptation anglaise)                                        |              | 1966 | |
| Bye bye prêcheur                                                                 | Guy Magenta                                                | Ralph Bernet                                                   | Claude Moine | 1967 | Super 45 tours |
| Rien qu'une femme                                                                | Jean-Pierre Bourtayre                                      | Claude Moine                                                   |              | 1967 | Super 45 tours |
| Je ne me retournerai pas                                                         | Pierre Papadiamandis                                       | Claude Moine                                                   |              | 1967 | Super 45 tours |
| Je n'avais pas signé de contrat                                                  | Guy Magenta                                                | Frank Thomas                                                   |              | 1967 | Super 45 tours |
| Aie                                                                              | Pierre Papadiamandis                                       | Claude Moine                                                   |              | 1967 | Super 45 tours |
| Toi sans moi                                                                     | Pierre Papadiamandis                                       | Claude Moine                                                   |              | 1967 | Super 45 tours |
| Le début de la fin                                                               | Pierre Papadiamandis                                       | Claude Moine                                                   |              | 1967 | album De Londres à Memphis |
| Docteur sauvez mon cœur                                                          | Pierre Papadiamandis                                       | Claude Moine                                                   |              | 1967 | album De Londres à Memphis |
| Olé                                                                              | Jacques Revaux                                             | Michel Jourdan, Ralph Bernet                                   |              | 1967 | album De Londres à Memphis |
| Toute la ville en parle                                                          | Pierre Papadiamandis                                       | Claude Moine                                                   |              | 1967 | album De Londres à Memphis |
| Le bandit à un bras                                                              | Guy Magenta                                                | Jean-Michel Rivat, Frank Thomas                                |              | 1967 | album De Londres à Memphis |
| Mon père avait tort                                                              | Jacques Revaux                                             | Ralph Bernet                                                   |              | 1967 | album De Londres à Memphis |
| Chacun pour soi                                                                  | Pierre Papadiamandis                                       | Claude Moine                                                   |              | 1967 | album De Londres à Memphis |
| Au delà de mes rêves                                                             | Pierre Papadiamandis                                       | Claude Moine                                                   |              | 1967 | album De Londres à Memphis |
| Sur mon nuage                                                                    | Pierre Papadiamandis                                       | Claude Moine                                                   |              | 1967 | album De Londres à Memphis |
| Mes promesses                                                                    | Pierre Papadiamandis                                       | Claude Moine                                                   |              | 1967 | album De Londres à Memphis |
| Je touche le fond                                                                | L. Oldman                                                  | Claude Moine                                                   |              | 1967 | album De Londres à Memphis |
| Les faux monnayeurs                                                              | Jean-Pierre Bourtayre                                      | Jean-Michel Rivat, Frank Thomas                                |              | 1967 | album De Londres à Memphis |
| Alice                                                                            | Pierre Papadiamandis                                       | Claude Moine                                                   |              | 1967 | album De Londres à Memphis |
| Baseball                                                                         | Serge Gainsbourg                                           | Serge Gainsbourg                                               |              | 1967 | Coffret Eddy Mitchell Sessions, CD no 23 Et maintenant quelque chose de différent de la comédie musicale Anna, titre resté inédit à l'époque |
| Un enfant de la balle                                                            | Eddie Barclay, Philippe-Gérard                             | René Rouzaud                                                   |              | 1967 | reprise d'une chanson d'Eddie Constantine, interprété à la télévision et resté inédit jusqu'en 1994 CD no 23 de l'intégrale studio |
| Sunny (Sunny)                                                                    | Bobby Hebb                                                 | Jacques Plante                                                 |              | 1968 | album Sept colts pour Schmoll |
| Quelqu'un a dû changer la serrure de ma porte (But It's Alright (en))            | J. J. Jackson (en), Pierre Tubbs (en)                      | Claude Moine (adaptation)                                      |              | 1968 | album Sept colts pour Schmoll |
| Elle me voit beau (She's Looking Good)                                           | Rodger Collins (en)                                        | Claude Moine (adaptation)                                      |              | 1968 | album Sept colts pour Schmoll |
| Bye Bye Love                                                                     | Felice Bryant, Diadorius Boudleaux Bryant                  | Felice Bryant, Diadorius Boudleaux Bryant                      |              | 1968 | album Sept colts pour Schmoll |
| Ordonne mais pardonne (Hold On, I'm Comin')                                      | Isaac Hayes, David Porter                                  | Claude Moine (adaptation)                                      |              | 1968 | album Sept colts pour Schmoll |
| Treize fille (Thirteen Women)                                                    | D. Thompson                                                | Claude Moine (adaptation)                                      |              | 1968 | album Sept colts pour Schmoll |
| Le fou sur la colline (The Fool on the Hill)                                     | John Lennon, Paul McCartney                                | Claude Moine (adaptation)                                      |              | 1968 | album Sept colts pour Schmoll |
| Quitte à tout perdre (Get It Together)                                           | Ellis, J. Brown, Holgood                                   | Claude Moine (adaptation)                                      |              | 1968 | album Sept colts pour Schmoll |
| Only you (Only You (And You Alone))                                              | Buck Ram, Ande Rand                                        | Claude Moine (adaptation)                                      |              | 1968 | album Sept colts pour Schmoll |
| Je n'aime que toi                                                                | Pierre Papadiamandis                                       | Claude moine                                                   |              | 1968 | Super 45 tours |
| Un homme dans la foule                                                           | Jean-Pierre Bourtayre                                      | Claude Moine                                                   |              | 1968 | Super 45 tours |
| J'ai semé le vent                                                                | Pierre Papadiamandis                                       | Claude Moine                                                   |              | 1968 | Super 45 tours |
| Carla                                                                            | Pierre Papadiamandis                                       | Claude Moine                                                   |              | 1968 | Super 45 tours |
| Il a suffi d'une fille                                                           | Pierre Papadiamandis                                       | Claude Moine                                                   |              | 1968 | Super 45 tours |
| Où étais-tu                                                                      | Pierre Papadiamandis                                       | Claude Moine                                                   |              | 1968 | Super 45 tours |
| Ma première cigarette                                                            | Pierre Papadiamandis                                       | Claude Moine                                                   |              | 1968 | Super 45 tours |
| Par qui le scandale arrive                                                       | Pierre Papadiamandis                                       | Claude Moine                                                   |              | 1968 | Super 45 tours |
| Alice (Alice en italien)                                                         | Pierre Papadiamandis, Claude Moine                         | ? (adaptation italienne)                                       |              | 1968 | |
| Non Amo Che Te (Je n'aime que toi en italien)                                    | Pierre Papadiamandis, Claude Moine                         | ? (adaptation italienne)                                       |              | 1968 | |
| Aie !                                                                            | Pierre Papadiamandis                                       | Claude Moine                                                   |              | 1969 | album Olympia 69, (paroles légèrement différentes de la version studio de 1967) |
| Seuls les anges ont des ailes                                                    | Pierre Papadiamandis                                       | Claude Moine                                                   |              | 1969 | Super 45 tours |
| Le diable est là                                                                 | Pierre Papadiamandis                                       | Claude Moine                                                   |              | 1969 | Super 45 tours |
| Réveillez-vous Mr Love                                                           | Jean-Pierre Bourtayre                                      | Claude Moine                                                   |              | 1969 | Super 45 tours |
| Otis (Hard To Handle) (en))                                                      | Otis Redding, Alvertis Isbell, Jones Allen Alvoir Jr. (en) | Claude Moine (adaptation)                                      |              | 1969 | Super 45 tours |
| Vieille fille (Spinning Wheel)                                                   | D.C. Thomas                                                | Claude Moine                                                   |              | 1969 | Super 45 tours |
| Dans une autre vie un autre temps (Stay A While)                                 | Les Reed                                                   | Claude Moine (adaptation)                                      |              | 1969 | Super 45 tours |
| Charlie Charlie                                                                  | Pierre Papadiamandis                                       | Claude Moine                                                   |              | 1969 | Super 45 tours |
| Pour l'honneur                                                                   | Jean-Pierre Bourtayre                                      | Claude Moine                                                   |              | 1969 | Super 45 tours |
| Mon nom est Moïse                                                                | Pierre Papadiamandis                                       | Claude Moine                                                   |              | 1969 | album Mitchellville |
| Paul                                                                             | Jean-Pierre Bourtayre                                      | Claude Moine                                                   |              | 1969 | album Mitchellville |
| Au fil du temps                                                                  | Jean-Pierre Bourtayre                                      | Claude Moine                                                   |              | 1969 | album Mitchellville |
| Envoie ta lettre Maria (Take a Letter Maria (en))                                | R. B. Greaves (en)                                         | Claude Moine                                                   |              | 1969 | album Mitchellville |
| Je tombe de haut                                                                 | Pierre Papadiamandis                                       | Claude Moine                                                   |              | 1969 | album Mitchellville |
| Miss Caroline (Sweet Caroline)                                                   | Neil Diamond                                               | Yves Dessca (adaptation)                                       |              | 1969 | album Mitchellville |
| Le marchand de bibles (The Bible Salesman)                                       | Billy Reva                                                 | Claude Moine (adaptation)                                      |              | 1969 | album Mitchellville |
| Un nouveau jour sur la terre (Without Her (en))                                  | Harry Nilsson                                              | Yves Dessca (adaptation)                                       |              | 1969 | album Mitchellville |
| Le jardin de l'éden (Green river)                                                | John Fogerty                                               | Claude Moine (adaptation)                                      |              | 1969 | album Mitchellville |
| Ton absence est un adieu (?)                                                     | Les Reed                                                   | Claude Moine (adaptation)                                      |              | 1969 | album Mitchellville |
| Le faiseur de pluie                                                              | Pierre Papadiamandis                                       | Claude Moine                                                   |              | 1969 | album Mitchellville |
| Trois années d'amour                                                             | Pierre Papadiamandis                                       | Jean-Michel Rivat, Frank Thomas                                |              | 1969 | album Mitchellville |

### Les années 1970
| Titre                                                                              | Musique                                       | Paroles                                       | Durée | Date | Support                                                                                         |
| ---------------------------------------------------------------------------------- | --------------------------------------------- | --------------------------------------------- | ----- | ---- | ----------------------------------------------------------------------------------------------- |
| Arizona Arizona (song) (en)                                                        | Kenny Young (en)                              | Yves Dessca (adaptation)                      |       | 1970 | Super 45 tours                                                                                  |
| Elle part                                                                          | Pierre Papadiamandis                          | Claude Moine                                  |       | 1970 | Super 45 tours                                                                                  |
| J'aurai sa fille (Down on the Corner)                                              | John Fogerty                                  | Vline Buggy (adaptation)                      |       | 1970 | Super 45 tours                                                                                  |
| Garde bien tes deux mains sur la table                                             | Pierre Papadiamandis                          | Claude Moine                                  |       | 1970 | Super 45 tours                                                                                  |
| Les vieux loups                                                                    | Pierre Papadiamandis                          | Claude Moine                                  |       | 1970 | 45 tours                                                                                        |
| L'accident (Vehicle (song) (en))                                                   | Jim Peterik (en)                              | Claude Moine (adaptation)                     |       | 1970 | 45 tours                                                                                        |
| Personne                                                                           | Pierre Papadiamandis                          | Claude Moine, Yves Dessca                     |       | 1970 | 45 tours - album Zig-zag (1972)                                                                 |
| Dodo, métro, boulot, dodo                                                          | Pierre Papadiamandis                          | Claude Moine, Jean Édouard                    |       | 1970 | 45 tours                                                                                        |
| À l'ouest d'Eddy                                                                   | Pierre Papadiamandis                          | Claude Moine                                  |       | 1970 | 45 tours                                                                                        |
| Lei Va (Elle part en italien)                                                      | Pierre Papadiamandis                          | ? (adaptation italienne)                      |       | 1970 |                                                                                                 |
| Arizona (Arizona en italien)                                                       | Kenny Young (en)                              | ? (adaptation italienne)                      |       | 1970 |                                                                                                 |
| Le vieil arbre                                                                     | Pierre Papadiamandis                          | Claude Moine                                  |       | 1971 | 45 tours                                                                                        |
| Le marchand de poupées                                                             | Dean Noton                                    | Claude Moine                                  |       | 1971 | album Rock 'n' Roll                                                                             |
| Ça n'arrive qu'aux vivants                                                         | Pierre Papadiamandis                          | Claude Moine                                  |       | 1971 | album Rock 'n' Roll                                                                             |
| Big boss man Big Boss Man (song) (en)                                              | Luther Dixon, Al Smith                        | Claude Moine (adaptation)                     |       | 1971 | album Rock 'n' Roll                                                                             |
| Le nouveau mercenaire                                                              | Pierre Papadiamandis                          | Claude Moine                                  |       | 1971 | album Rock 'n' Roll                                                                             |
| J'aime le rock'n'roll Rock and Roll Music                                          | Chuck Berry                                   | Claude Moine (adaptation)                     |       | 1971 | album Rock 'n' Roll                                                                             |
| Rock and roll star                                                                 | Pierre Papadiamandis                          | Claude Moine                                  |       | 1971 | album Rock 'n' Roll                                                                             |
| Pauvre immigrant                                                                   | Pierre Papadiamandis                          | Claude Moine                                  |       | 1971 | album Rock 'n' Roll                                                                             |
| Pneumonie rock et boogie woogie toux (Rockin' Pneumonia and the Boogie Woogie Flu) | Johnny Vincent (en)                           | Claude Moine (adaptation)                     |       | 1971 | album Rock 'n' Roll                                                                             |
| Je te reviendrai toujours                                                          | Marc Berteaux                                 | Claude Moine                                  |       | 1971 | album Rock 'n' Roll                                                                             |
| Gwendolina                                                                         | Dean Noton                                    | Claude Moine                                  |       | 1971 | album Rock 'n' Roll                                                                             |
| L'arc en ciel                                                                      | A. Hervé                                      | Claude Moine                                  |       | 1971 | album Rock 'n' Roll                                                                             |
| Maudit week end                                                                    | M. Berteaux                                   | Claude Moine                                  |       | 1971 | ?                                                                                               |
| L'Arco In Cielo (L'arc-en-ciel en italien)                                         | A. Hervé                                      | ? (adaptation italienne)                      |       | 1971 |                                                                                                 |
| En revenant vers toi                                                               | Pierre Papadiamandis                          | Claude Moine                                  |       | 1972 | album Zig-zag                                                                                   |
| La nuit des maudits                                                                | Jacques Waiser                                | Claude Moine                                  |       | 1972 | album Zig-zag                                                                                   |
| Le vaudou                                                                          | Dean Noton                                    | Claude Moine                                  |       | 1972 | album Zig-zag                                                                                   |
| Stop                                                                               | Pierre Papadiamandis                          | Claude Moine                                  |       | 1972 | album Zig-zag                                                                                   |
| Le jeu (A Simple Game)                                                             | Mike Pinder                                   | Boris Bergman (adaptation)                    |       | 1972 | album Zig-zag                                                                                   |
| Cash                                                                               | Pierre Papadiamandis                          | Claude Moine                                  |       | 1972 | album Zig-zag                                                                                   |
| Je quitte la ville                                                                 | Pierre Papadiamandis                          | Claude Moine                                  |       | 1972 | album Zig-zag                                                                                   |
| Résurrection                                                                       | Marc Buteaux                                  | Claude Moine                                  |       | 1972 | album Zig-zag                                                                                   |
| Tout est dit                                                                       | Marc Buteaux                                  | Claude Moine                                  |       | 1972 | album Zig-zag                                                                                   |
| C'est facile                                                                       | Pierre Papadiamandis                          | Claude Moine                                  |       | 1972 | album Zig-zag                                                                                   |
| Entre Marx et Mao                                                                  | Pierre Vassiliu                               | Claude Moine                                  |       | 1972 | resté inédit à l'époque, le titre parait en 1979 sur le 33 tours Eddy Mitchell story 1972-1974  |
| Je n'ai pas besoin de docteur                                                      | Éric Charden                                  | Yves Dessca                                   |       | 1972 | album Dieu bénisse le rock'n'roll                                                               |
| La chanson de Judas (extrait de la comédie musicale Jesus Christ Superstar)        | Tim Rice, Andrew Lloyd Webber                 | Pierre Delanoé (adaptation)                   |       | 1972 | album Dieu bénisse le rock'n'roll                                                               |
| Le village abandonné                                                               | Pierre Papadiamandis                          | Claude Moine                                  |       | 1972 | album Dieu bénisse le rock'n'roll                                                               |
| Ulysse                                                                             | G. Marshall                                   | Claude Moine                                  |       | 1972 | album Dieu bénisse le rock'n'roll                                                               |
| Aladin                                                                             | Pierre Papadiamandis                          | Claude Moine                                  |       | 1972 | album Dieu bénisse le rock'n'roll                                                               |
| Oh Louise                                                                          | Pierre Papadiamandis                          | Claude Moine                                  |       | 1972 | album Dieu bénisse le rock'n'roll                                                               |
| Dieu bénisse le rock'n'roll                                                        | Ivan Jullien                                  | Claude Moine                                  |       | 1972 | album Dieu bénisse le rock'n'roll                                                               |
| Le marchand de canons                                                              | Jacques Wayser                                | Claude Moine                                  |       | 1972 | album Dieu bénisse le rock'n'roll                                                               |
| Bobby mc Gee (Me and Bobby McGee)                                                  | Kris Kristofferson                            | Boris Bergman (adaptation)                    |       | 1972 | album Dieu bénisse le rock'n'roll                                                               |
| Le petit escroc                                                                    | Ivan Jullien                                  | Claude Moine                                  |       | 1972 | album Dieu bénisse le rock'n'roll                                                               |
| La fille du pasteur                                                                | G. Marshall                                   | Claude Moine                                  |       | 1972 | album Dieu bénisse le rock'n'roll                                                               |
| Merci, merci, merci, merci                                                         | Pierre Papadiamandis                          | Claude Moine                                  |       | 1972 | album Dieu bénisse le rock'n'roll                                                               |
| Soudain l'été                                                                      | Pierre Papadiamandis                          | Claude Moine                                  |       | 1973 | 45 tours                                                                                        |
| Super belle                                                                        | Pierre Papadiamandis                          | Claude Moine                                  |       | 1973 | 45 tours                                                                                        |
| Alice au pays des amours                                                           | Pierre Papadiamandis                          | Claude Moine                                  |       | 1973 | album Ketchup électrique                                                                        |
| Bye bye 50                                                                         | F. Mercier                                    | Claude Moine                                  |       | 1973 | album Ketchup électrique                                                                        |
| Chaque matin il se lève (Early Morning Rain)                                       | Gordon Lightfoot                              | Claude Moine (adaptation)                     |       | 1973 | album Ketchup électrique                                                                        |
| Hey taxi hey                                                                       | Pierre Papadiamandis                          | Claude Moine                                  |       | 1973 | album Ketchup électrique                                                                        |
| Superstition (Superstition)                                                        | Stevie Wonder                                 | Claude Moine (adaptation)                     |       | 1973 | album Ketchup électrique                                                                        |
| Le coup de foudre                                                                  | Pierre Papadiamandis                          | Claude Moine                                  |       | 1973 | album Ketchup électrique                                                                        |
| Fille en bois                                                                      | Pierre Papadiamandis, Bernard Paganotti       | Claude Moine                                  |       | 1973 | album Ketchup électrique                                                                        |
| Pouce                                                                              | Pierre Papadiamandis, Bernard Paganotti       | Claude Moine                                  |       | 1973 | album Ketchup électrique                                                                        |
| J'emporte mes années                                                               | J. Renano                                     | Claude Moine                                  |       | 1973 | album Ketchup électrique                                                                        |
| Au pays bleu                                                                       | M. Berteaux                                   | Claude Moine                                  |       | 1973 | album Ketchup électrique                                                                        |
| L'enfant électrique                                                                | M. Berteaux                                   | Claude Moine                                  |       | 1973 | album Ketchup électrique                                                                        |
| Bye Bye Johnny B. Good (Bye Bye Johnny)                                            | Chuck Berry                                   | Claude Moine (adaptation)                     |       | 1974 | album Rocking in Nashville                                                                      |
| À crédit et en stéréo (No Particular Place To Go)                                  | Chuck Berry                                   | Claude Moine (adaptation)                     |       | 1974 | album Rocking in Nashville                                                                      |
| Fume cette cigarette (Smoke! Smoke! Smoke! (That Cigarette) (en))                  | Tex Williams (en), Merle Travis               | Claude Moine (adaptation)                     |       | 1974 | album Rocking in Nashville                                                                      |
| C'est un piège (Get It)                                                            | Bob Kelly                                     | Claude Moine (adaptation)                     |       | 1974 | album Rocking in Nashville                                                                      |
| Emmène moi où tu veux (Take Me Some Home To Somewhere)                             | George Richey, Carmol Taylor, Norro Wilson    | Claude Moine (adaptation)                     |       | 1974 | album Rocking in Nashville                                                                      |
| C'est un rockeur (I'm A Rocker)                                                    | Chuck Berry                                   | Claude Moine (adaptation)                     |       | 1974 | album Rocking in Nashville                                                                      |
| C'est la vie mon chéri (Almost Grown)                                              | Chuck Berry                                   | Claude Moine (adaptation)                     |       | 1974 | album Rocking in Nashville                                                                      |
| Là dans mon cœur (How I Love Them Old Song)                                        | Mickey Newbury                                | Claude Moine (adaptation)                     |       | 1974 | album Rocking in Nashville                                                                      |
| Ruby tu reviens au pays (Ruby Don't Take You Love To Town)                         | Mel Tillis                                    | Boris Bergman (adaptation)                    |       | 1974 | album Rocking in Nashville                                                                      |
| La ballade de Bill Brillantine                                                     | Frédéric Mercier                              | Claude Moine                                  |       | 1974 | album Rocking in Nashville                                                                      |
| Je ne deviendrai jamais une superstar                                              | Pierre Papadiamandis                          | Claude Moine                                  |       | 1974 | album Rocking in Nashville                                                                      |
| Une terre promise (Promised Land)                                                  | Chuck Berry                                   | Claude Moine (adaptation)                     |       | 1975 | album Made in USA                                                                               |
| Les traines tard et les rôdeurs ( Around And Around)                               | Chuck Berry                                   | Claude Moine (adaptation)                     |       | 1975 | album Made in USA                                                                               |
| La maison hantée (The Haunted House)                                               | R. Geddins                                    | Claude Moine                                  |       | 1975 | album Made in USA                                                                               |
| J'attendrai le prochain train (Pic Me Open Your Way Down)                          | H. Howards                                    | Claude Moine (adaptation)                     |       | 1975 | album Made in USA                                                                               |
| Je ne sais faire que l'amour (Rollin My Sweet Baby Arms)                           | Charlie McCoy                                 | Claude Moine (adaptation)                     |       | 1975 | album Made in USA                                                                               |
| Un sourire ou un au revoir (She Even Woke Me Up To May Goodbye)                    | M. Newberry                                   | Claude Moine (adaptation)                     |       | 1975 | album Made in USA                                                                               |
| Le mauvais côté (Delta Dirt)                                                       | L. Gattin                                     | Claude Moine (adaptation)                     |       | 1975 | album Made in USA                                                                               |
| Je vais craquer bientôt                                                            | Pierre Papadiamandis                          | Claude Moine                                  |       | 1975 | album Made in USA                                                                               |
| Écoute coco (101 In Cashbox)                                                       | M. Taylor                                     | Claude Moine (adaptation)                     |       | 1975 | album Made in USA                                                                               |
| Seul est l'indompté (Wichita Lineman)                                              | J. Webb                                       | Boris Bergman (adaptation)                    |       | 1975 | album Made in USA                                                                               |
| Merci la vie (Lucky)                                                               | B. Swann                                      | Claude Moine (adaptation)                     |       | 1975 | album Made in USA                                                                               |
| Choo choo Ch'Boogie Espion bidon (Choo Choo Ch'Boogie)                             | Horton Darling Gabler                         | Claude Moine (adaptation)                     |       | 1975 | album Made in USA                                                                               |
| Be-Bop-A-Lula                                                                      | Gene Vincent                                  | Sheriff Tex Davis                             |       | 1975 | album Rocking in Olympia 1975                                                                   |
| Tutti Frutti                                                                       | Dorothy LaBostrie, J. Lubin, Richard Penniman | Dorothy LaBostrie, J. Lubin, Richard Penniman |       | 1975 | album Rocking in Olympia 1975                                                                   |
| J'ai oublié de l'oublier (avec Julien Clerc)                                       | Pierre Papadiamandis                          | Claude Moine                                  |       | 1975 | Coffret Eddy Mitchell Sessions, CD no 23 Et maintenant quelque chose de différent               |
| Le coup de foudre (avec Nicole Croisille)                                          | Pierre Papadiamandis                          | Claude Moine                                  |       | 1975 | Coffret Eddy Mitchell Sessions, CD no 23 Et maintenant quelque chose de différent               |
| Sirop rock'n'roll (Sweet Rock And Roller)                                          | Chuck Berry                                   | Claude Moine (adaptation)                     |       | 1976 | album Sur la route de Memphis                                                                   |
| Je me fais mon western                                                             | Christophe                                    | Claude Moine                                  |       | 1976 | album Sur la route de Memphis                                                                   |
| Comment finir la semaine ?                                                         | Pierre Papadiamandis                          | Claude Moine                                  |       | 1976 | album Sur la route de Memphis                                                                   |
| Le maitre du monde (The Harder That Come)                                          | J. Cliff                                      | Claude Moine (adaptation)                     |       | 1976 | album Sur la route de Memphis                                                                   |
| Je suis parti de rien (pour arriver à pas grand chose)                             | Mort Shuman                                   | Claude Moine                                  |       | 1976 | album Sur la route de Memphis                                                                   |
| Hey, miss Ann ! (Miss Ann)                                                         | Enotris Johnson, Richard Penniman             | Claude Moine (adaptation)                     |       | 1976 | album Sur la route de Memphis                                                                   |
| La fille du motel                                                                  | Pierre Papadiamandis                          | Claude Moine                                  |       | 1976 | album Sur la route de Memphis                                                                   |
| J'aime, j'aime pas                                                                 | Pierre Papadiamandis                          | Claude Moine                                  |       | 1976 | album Sur la route de Memphis                                                                   |
| Sur la route de Memphis (That's How I Got to Memphis (en))                         | Tom T. Hall                                   | Claude Moine (adaptation)                     |       | 1976 | album Sur la route de Memphis                                                                   |
| Le bon temps qui passe (Come Earling Morning)                                      | B. Mc Dill                                    | Claude Moine (adaptation)                     |       | 1976 | album Sur la route de Memphis                                                                   |
| La Marie-Jeanne (Ode to Billie Joe)                                                | Thomas B. Gentry                              | Jean-Michel Rivat                             |       | 1976 | album Sur la route de Memphis                                                                   |
| Pas de boogie woogie (Don't Boogie Woogie)                                         | L. Martine Jr.                                | Claude Moine (adaptation)                     |       | 1976 | 45 tours                                                                                        |
| C'est ok                                                                           | Pierre Papadiamandis                          | Claude Moine                                  |       | 1976 | 45 tours                                                                                        |
| Le jardin extraordinaire (avec Claude François)                                    | Charles Trenet                                | Charles Trenet                                |       | 1976 | Coffret Eddy Mitchell Sessions, CD no 23 Et maintenant quelque chose de différent               |
| Enterre mon cœur au ciné Majestic                                                  | Charlie McCoy                                 | Claude Moine                                  |       | 1977 | album La Dernière Séance                                                                        |
| Et la voix d'Elvis (Good Rocking Tonight)                                          | R. Brown                                      | Claude Moine (adaptation)                     |       | 1977 | album La Dernière Séance                                                                        |
| C'est Charlie Brown (Charly Brown)                                                 | Leiber Stoller                                | Claude Moine (adaptation)                     |       | 1977 | album La Dernière Séance                                                                        |
| La colline de Blueberry Hill (Blueberry Hill)                                      | Lewis Stock Rose                              | Claude Moine (adaptation)                     |       | 1977 | album La Dernière Séance                                                                        |
| Le père de James Dean                                                              | Mort Shuman                                   | Claude Moine                                  |       | 1977 | album La Dernière Séance                                                                        |
| Pire qu'une chanson d'été (To Make Love Sweeter for You)                           | G. Sutonn, J. Kennedy                         | Claude Moine (adaptation)                     |       | 1977 | album La Dernière Séance                                                                        |
| Mon flash back                                                                     | Charlie McCoy                                 | Claude Moine                                  |       | 1977 | album La Dernière Séance                                                                        |
| La dernière séance                                                                 | Pierre Papadiamandis                          | Claude Moine                                  |       | 1977 | album La Dernière Séance                                                                        |
| Sens unique                                                                        | Pierre Papadiamandis                          | Claude Moine                                  |       | 1977 | album La Dernière Séance                                                                        |
| Laisse tomber le ciel                                                              | Charlie McCoy                                 | Claude Moine                                  |       | 1977 | album La Dernière Séance                                                                        |
| L'amour en Cadillac                                                                | Pierre Papadiamandis                          | Claude Moine                                  |       | 1977 | album La Dernière Séance                                                                        |
| Le chanteur du dancing                                                             | Pierre Papadiamandis                          | Claude Moine                                  |       | 1977 | album La Dernière Séance                                                                        |
| Je ne deviendrai jamais une superstar (avec Coluche)                               | Pierre Papadiamandis                          | Claude Moine                                  |       | 1977 | Coffret Eddy Mitchell Sessions, CD no 23 Et maintenant quelque chose de différent               |
| Je me suis fait tout petit                                                         | Georges Brassens                              | Georges Brassens                              |       | 1977 | (interprété le 3 avril à la télévision - titre toujours inédit sur quelque support que ce soit) |
| Au camp du bonheur (Chantilly Lace)                                                | J.P. Richardson                               | Claude Moine (adaptation)                     |       | 1978 | 45 tours                                                                                        |
| Il ne rentre pas ce soir                                                           | Pierre Papadiamandis                          | Claude Moine                                  |       | 1978 | album Après minuit                                                                              |
| Le vieil indien et le Western Show                                                 | Pierre Papadiamandis                          | Claude Moine                                  |       | 1978 | album Après minuit                                                                              |
| Du blues, du blues, du blues                                                       | Michel Jonasz                                 | Michel Jonasz                                 |       | 1978 | album Après minuit                                                                              |
| Le parking maudit (Treat Her Right)                                                | R. Head                                       | Claude Moine (adaptation)                     |       | 1978 | album Après minuit                                                                              |
| Je fais le singe (Turn on Your Love Light)                                         | S. Malone                                     | Claude Moine (adaptation)                     |       | 1978 | album Après minuit                                                                              |
| Après minuit (After Midnight)                                                      | J.J. Cale                                     | Claude Moine (adaptation)                     |       | 1978 | album Après minuit                                                                              |
| Je ne suis pas un géant                                                            | Pierre Papadiamandis                          | Claude Moine                                  |       | 1978 | album Après minuit                                                                              |
| Les pattes folles                                                                  | Pierre Papadiamandis                          | Claude Moine                                  |       | 1978 | album Après minuit                                                                              |
| Un barman                                                                          | Pierre Papadiamandis                          | Claude Moine                                  |       | 1978 | album Après minuit                                                                              |
| Un petit Mickey                                                                    | Pierre Papadiamandis                          | Claude Moine                                  |       | 1978 | album Après minuit                                                                              |
| Même les héros                                                                     | Pierre Papadiamandis                          | Claude Moine                                  |       | 1978 | album Après minuit                                                                              |
| Ne changeons rien                                                                  | Pierre Papadiamandis                          | Claude Moine                                  |       | 1979 | 45 tours                                                                                        |
| Français made in USA (Back In The USA)                                             | Chuck Berry                                   | Claude Moine (adaptation)                     |       | 1979 | 45 tours                                                                                        |
| L'important c'est d'aimer bien sa maman                                            | Pierre Papadiamandis                          | Claude Moine                                  |       | 1979 | album C'est bien fait                                                                           |
| Trop c'est trop (Don't Let Go)                                                     | Jesse Stone                                   | Claude Moine (adaptation)                     |       | 1979 | album C'est bien fait                                                                           |
| Comment ça fait (Not Fade Away)                                                    | Hardin Petty                                  | Claude Moine, Boris Bergman (adaptation)      |       | 1979 | album C'est bien fait                                                                           |
| Chaque fois                                                                        | Pierre Papadiamandis                          | Claude Moine                                  |       | 1979 | album C'est bien fait                                                                           |
| Tu peux préparer le café noir (Everyday I Have To Cry)                             | Arthur Alexander                              | Claude Moine, Boris Bergman (adaptation)      |       | 1979 | album C'est bien fait                                                                           |
| Good bye Gene Vincent                                                              | Pierre Papadiamandis                          | Claude Moine                                  |       | 1979 | album C'est bien fait                                                                           |
| C'est bien fait                                                                    | Pierre Papadiamandis                          | Claude Moine                                  |       | 1979 | album C'est bien fait                                                                           |
| Petite annonce                                                                     | Pierre Papadiamandis                          | Claude Moine                                  |       | 1979 | album C'est bien fait                                                                           |
| L'homme objet                                                                      | Pierre Papadiamandis                          | Claude Moine                                  |       | 1979 | album C'est bien fait                                                                           |
| D.I.V.O.R.C.É.                                                                     | Pierre Papadiamandis                          | Claude Moine                                  |       | 1979 | album C'est bien fait                                                                           |
| Chanson du Loup                                                                    | Philippe Chatel                               | Philippe Chatel                               |       | 1979 | album Émilie Jolie                                                                              |

### Les années 1980
| Titre                                                                                               | Musique                                    | Paroles                                     | Durée | Date | Support |
| --------------------------------------------------------------------------------------------------- | ------------------------------------------ | ------------------------------------------- | ----- | ---- | --- |
| Rien qu'un numéro                                                                                   | Pierre Papadiamandis                       | Claude Moine                                |       | 1980 | 45 tours BOF Une semaine de vacances |
| Une semaine ailleurs                                                                                | Pierre Papadiamandis                       | Claude Moine                                |       | 1980 | 45 tours BOF Une semaine de vacances |
| Happy birthday rock'n'roll                                                                          | Pierre Papadiamandis                       | Claude Moine                                |       | 1980 | album Happy Birthday |
| Y'a rien qui remplace un amour                                                                      | Pierre Papadiamandis                       | Claude Moine                                |       | 1980 | album Happy Birthday |
| Tu ne veux plus de moi                                                                              | Mort Shuman                                | Claude Moine                                |       | 1980 | album Happy Birthday |
| De ville en ville                                                                                   | Pierre Papadiamandis                       | Claude Moine                                |       | 1980 | album Happy Birthday |
| Rock and road (Reelin' And Rockin')                                                                 | Chuck Berry                                | Claude Moine (adaptation)                   |       | 1980 | album Happy Birthday |
| Couleur menthe à l'eau                                                                              | Pierre Papadiamandis                       | Claude Moine                                |       | 1980 | album Happy Birthday |
| J'vous dérange                                                                                      | Pierre Papadiamandis                       | Claude Moine                                |       | 1980 | album Happy Birthday |
| Faut pas avoir le blues (Singing The Blues)                                                         | N. Endsey                                  | Claude Moine (adaptation)                   |       | 1980 | album Happy Birthday |
| Miss Duval (Shelter Of Your Eyes)                                                                   | D. Williams                                | Boris Bergman (adaptation)                  |       | 1980 | album Happy Birthday |
| Tu ne dois pas toucher                                                                              | Pierre Papadiamandis                       | Claude Moine                                |       | 1980 | album Happy Birthday |
| C'est un rocker (avec Coluche)                                                                      | Chuck Berry                                | Claude Moine (adaptation)                   |       | 1980 | Coffret Eddy Mitchell Sessions, CD no 23 Et maintenant quelque chose de différent |
| Noël blanc (White Christmas)                                                                        | Irving Berlin                              | Francis Blanche (adaptation)                |       | 1981 | album 20 ans : Eddy Mitchell Olympia |
| C.C. Rider                                                                                          | Ma Rainey, Lena Arent                      | Ma Reiner, Lena Arent                       |       | 1981 | album 20 ans : Eddy Mitchell Olympia |
| Pauvre Baby Doll                                                                                    | Pierre Papadiamandis                       | Claude Moine                                |       | 1981 | 45 tours |
| L'alternance                                                                                        | Pierre Papadiamandis                       | Claude Moine                                |       | 1981 | 45 tours |
| Garde-moi la dernière danse (Save The Last Dance For Me) (avec Richard Gotainer et Mort Shuman)     | Doc Pomus, Mort Shuman                     | André Salvet                                |       | 1981 | Coffret Eddy Mitchell Sessions, CD no 23 Et maintenant quelque chose de différent |
| Le cimetière des éléphants (version New York)                                                       | Pierre Papadiamandis                       | Claude Moine                                |       | 1982 | album Le Cimetière des éléphants |
| Je saurai encore t'aimer                                                                            | Pierre Papadiamandis                       | Claude Moine                                |       | 1982 | album Le Cimetière des éléphants |
| J'ai déjà donné                                                                                     | Pierre Papadiamandis                       | Claude Moine                                |       | 1982 | album Le Cimetière des éléphants |
| Mauvaises vibrations                                                                                | Pierre Papadiamandis                       | Claude Moine                                |       | 1982 | album Le Cimetière des éléphants |
| J'ai vendu mon âme au rock'n'roll                                                                   | Pierre Papadiamandis                       | Claude Moine                                |       | 1982 | album Le Cimetière des éléphants |
| Elle ne rentre pas ce soir                                                                          | Pierre Papadiamandis                       | Claude Moine                                |       | 1982 | album Le Cimetière des éléphants |
| Change pas de look                                                                                  | Pierre Papadiamandis                       | Claude Moine                                |       | 1982 | album Le Cimetière des éléphants |
| Tiens toi                                                                                           | Pierre Papadiamandis                       | Claude Moine                                |       | 1982 | album Le Cimetière des éléphants |
| Lucille                                                                                             | Michel Jonasz                              | Michel Jonasz                               |       | 1982 | album Le Cimetière des éléphants |
| Le cimetière des éléphants (version Los Angeles)                                                    | Pierre Papadiamandis                       | Claude Moine                                |       | 1982 | album Le Cimetière des éléphants |
| La déclaration (avec France Gall et Michel Berger)                                                  | Michel Berger                              | Michel Berger                               |       | 1982 | Coffret Eddy Mitchell Sessions, CD no 23 Et maintenant quelque chose de différent (inédit au disque jusqu'en 1994) |
| Cartes postales d'Alabama (avec Johnny Hallyday) (Sweet Home Alabama)                               | Ronnie Van Zant, Ed King - Gary Rossington | Claude Moine (adaptation)                   |       | 1982 | Coffret Eddy Mitchell Sessions, CD no 23 Et maintenant quelque chose de différent (inédit au disque jusqu'en 1994) |
| L'amour est vraiment fort                                                                           | Pierre Papadiamandis                       | Claude Moine                                |       | 1983 | 45 tours |
| Qu'est ce qu'on va faire quand on sera grand                                                        | Pierre Papadiamandis                       | Claude Moine                                |       | 1983 | 45 tours |
| La fille du nord (The Girl From The North Country) (1978)                                           | Bob Dylan                                  | Pierre Delanoé, Hugues Auffray (adaptation) |       | 1984 | album Fan Album |
| La leçon de rock'n'roll                                                                             | Michel Berger                              | Michel Berger                               |       | 1984 | album Fan Album |
| Noël blanc (White Christmas) (1981)                                                                 | Irving Berlin                              | Francis Blanche                             |       | 1984 | album Fan Album |
| Love Me Tender (1981)                                                                               | Elvis Presley, V. Matson                   | Elvis Presley, V. Matson                    |       | 1984 | album Fan Album |
| Le public aime ça (San Antonio Rose) (1981)                                                         | B. Wills                                   | Claude Moine (adaptation)                   |       | 1984 | album Fan Album |
| (C'est ok) (1976)                                                                                   | Pierre Papadiamandis                       | Claude Moine                                |       | 1984 | album Fan Album |
| Les grands moments (Cry) (1980)                                                                     | C. Kolhman                                 | Claude Moine, Boris Bergman (adaptation)    |       | 1984 | album Fan Album |
| (Rien qu'un numéro) (1980)                                                                          | Pierre Papadiamandis                       | Claude Moine                                |       | 1984 | album Fan Album |
| (Une semaine ailleurs) (1980)                                                                       | Pierre Papadiamandis                       | Claude Moine                                |       | 1984 | album Fan Album |
| Qui se souvient de Boney Maronie (Bony Moronie) (1980)                                              | Larry Williams                             | Boris Bergman, Claude Moine (adaptation)    |       | 1984 | album Fan Album |
| (Français made in USA) (Back In The USA) (1979)                                                     | Chuck Berry                                | Claude Moine (adaptation)                   |       | 1984 | album Fan Album |
| Comme quand j'étais môme                                                                            | Pierre Papadiamandis                       | Claude Moine                                |       | 1984 | album Racines |
| Mon clip préféré                                                                                    | Pierre Papadiamandis                       | Claude Moine                                |       | 1984 | album Racines |
| Le blues du blanc                                                                                   | Pierre Papadiamandis                       | Claude Moine                                |       | 1984 | album Racines |
| L'idole chante au dessert                                                                           | Pierre Papadiamandis                       | Claude Moine, Boris Bergman                 |       | 1984 | album Racines |
| Rupture en vhs                                                                                      | Pierre Papadiamandis                       | Claude Moine                                |       | 1984 | album Racines |
| Nashville ou Belleville                                                                             | Pierre Papadiamandis                       | Claude Moine                                |       | 1984 | album Racines |
| Ciné, rock et bande dessinées (Hotdaw)                                                              | M. Dosco, E. Whiling                       | Claude Moine (adaptation)                   |       | 1984 | album Racines |
| Pourquoi ne m'laisse tu pas tranquille Lucille (Lucille)                                            | R. Bowling, H. Bynum                       | Claude Moine (adaptation)                   |       | 1984 | album Racines |
| Un chèque en bois c'est drôle (Shake, Rattle and Roll)                                              | Calhoun, Hill Range                        | Claude Moine (adaptation)                   |       | 1984 | album Racines |
| Mes souvenirs, mes 16 ans                                                                           | Pierre Papadiamandis                       | Claude Moine                                |       | 1984 | album Racines |
| Mes souvenirs, mes 16 ans (avec Johnny Hallyday)                                                    | Pierre Papadiamandis                       | Claude Moine                                |       | 1984 | Coffret Eddy Mitchell Sessions, CD no 23 Et maintenant quelque chose de différent |
| Be-Bop-A-Lula en duo avec Johnny Hallyday                                                           |                                            | Gene Vincent, Sheriff, Tex Davis, G. Vesta  |       | 1985 | Duo enregistré le 2 février 1985, lors de la dernière du spectacle de Johnny Hallyday au Zénith de Paris et resté inédit au disque durant 39 ans, avant de paraître, le 30 août 2024, sur le live posthume Johnny Hallyday Zénith 85. |
| Manque de toi                                                                                       | Pierre Papadiamandis                       | Claude Moine                                |       | 1986 | album Eddy Paris Mitchell |
| Quelque chose qui ressemble à ça                                                                    | Didier Golemanas                           | Claude Moine                                |       | 1986 | album Eddy Paris Mitchell |
| Ku Klux Klan                                                                                        | Pierre Papadiamandis                       | Claude Moine                                |       | 1986 | album Eddy Paris Mitchell |
| Oldie but Goodie                                                                                    | Michel Gaucher                             | Claude Moine                                |       | 1986 | album Eddy Paris Mitchell |
| On se quitte                                                                                        | Pierre Papadiamandis                       | Claude Moine                                |       | 1986 | album Eddy Paris Mitchell |
| Comment t'es devenu riche (If You So Smart How Com You Ain't Rich)                                  | F. Norman, B. Friedman, W. Bishop          | Claude Moine (adaptation)                   |       | 1986 | album Eddy Paris Mitchell |
| Stresse                                                                                             | Pierre Papadiamandis                       | Claude Moine                                |       | 1986 | album Eddy Paris Mitchell |
| Voter pour moi                                                                                      | Pierre Papadiamandis                       | Claude Moine                                |       | 1986 | album Eddy Paris Mitchell |
| Le temps qui passe (As Time Goes By)                                                                | H. Hupfield                                | Boris Bergman (adaptation)                  |       | 1986 | album Eddy Paris Mitchell |
| Vieille canaille (You Rascal You) (en duo avec Serge Gainsbourg)                                    | Sam Theard (en)                            | Jacques Plante                              |       | 1986 | album Eddy Paris Mitchell |
| La Peau d'une autre                                                                                 | Patrick Lemaître                           | Claude Moine                                |       | 1987 | album Mitchell |
| C'est magique                                                                                       | Pierre Papadiamandis                       | Claude Moine                                |       | 1987 | album Mitchell |
| J'ai l'bonjour du blues (Happy Birthday Blues)                                                      | W Jennings                                 | Claude Moine (adaptation)                   |       | 1987 | album Mitchell |
| Femme FM                                                                                            | Michel Gaucher                             | Claude Moine                                |       | 1987 | album Mitchell |
| Soixante, soixante-deux                                                                             | Pierre Papadiamandis                       | Claude Moine                                |       | 1987 | album Mitchell |
| M'man                                                                                               | Pierre Papadiamandis                       | Claude Moine                                |       | 1987 | album Mitchell |
| Où est-elle                                                                                         | Pierre Papadiamandis                       | Claude Moine                                |       | 1987 | album Mitchell |
| Quelqu'un qui m'aime                                                                                | Pierre Papadiamandis                       | Claude Moine                                |       | 1987 | album Mitchell |
| Le fils de Jerry Lee Lewis                                                                          | Michel Jonasz                              | Claude Moine                                |       | 1987 | album Mitchell |
| Le coup de grâce                                                                                    | Pierre Papadiamandis                       | Claude Moine                                |       | 1987 | album Mitchell |
| Le blues des villes                                                                                 | Pierre Papadiamandis                       | Claude Moine, Didier Barbelivien            |       | 1988 | album Curiosités 1963/1992 (chanson diffusée à l'origine sur une K7 2 titres tirée à 1000 exemplaires à l'intention du fan-club) Sur la même musique, Eddy Mitchell écrit et enregistre le titre Tache d'huile (voir plus bas)        |
| J'l'imagine                                                                                         | Pierre Papadiamandis                       | Claude Moine, Didier Barbelivien, D. Farima |       | 1988 | album Curiosités 1963/1992 (chanson diffusée à l'origine sur une K7 2 titres tirée à 1000 exemplaires à l'intention du fan-club) Sur la même musique, Eddy Mitchell écrit et enregistre le titre Baby blues (voir plus bas)           |
| Pour toi Arménie (collectif)                                                                        | Georges Garvarentz                         | Charles Aznavour                            |       | 1989 | 45 tours |
| Lèche-bottes blues                                                                                  | Pierre Papadiamandis                       | Claude Moine, Boris Bergman                 |       | 1989 | album Ici Londres |
| Mon cœur vinyle                                                                                     | Pierre Papadiamandis                       | Claude Moine                                |       | 1989 | album Ici Londres |
| Under the rainbow                                                                                   | Pierre Papadiamandis                       | Claude Moine, Boris Bergman                 |       | 1989 | album Ici Londres |
| Me laisse pas tomber                                                                                | Pierre Papadiamandis                       | Claude Moine, Boris Bergman                 |       | 1989 | album Ici Londres |
| Du déjà vu                                                                                          | Pierre Papadiamandis                       | Claude Moine, Boris Bergman                 |       | 1989 | album Ici Londres |
| On m'a dit que                                                                                      | Pierre Papadiamandis                       | Claude Moine                                |       | 1989 | album Ici Londres |
| Le baby blues                                                                                       | Pierre Papadiamandis                       | Claude Moine                                |       | 1989 | album Ici Londres |
| Tache d'huile                                                                                       | Pierre Papadiamandis                       | Claude Moine, Didier Barbelivien            |       | 1989 | album Ici Londres |
| Les lionnes de mer                                                                                  | Pierre Papadiamandis                       | Claude Moine, Boris Bergman                 |       | 1989 | album Ici Londres |
| comment fais-tu pour dormir                                                                         | P. Lemaître                                | Claude Moine                                |       | 1989 | album Ici Londres |
| Sur la route de Memphis (That How I Got To Memphis) (avec Michel Sardou)                            | T.T. Hall                                  | Claude Moine (adaptation)                   |       | 1989 | album Tournée d'Enfoirés |
| Le cimetière des éléphants (avec Véronique Sanson)                                                  | Pierre Papadiamandis                       | Claude Moine                                |       | 1989 | album Tournée d'Enfoirés |
| Le Bon Temps du rock and roll (avec Johnny Hallyday) (Old Time Rock'n'Roll)                         | G.Jackson ; T.Jones                        | Michel Mallory (adaptation)                 |       | 1989 | album Tournée d'Enfoirés |
| Je t'attends (avec Johnny Hallyday, Jean-Jacques Goldman, Michel Sardou, Véronique Sanson)          | Jean-Jacques Goldman                       | Jean-Jacques Goldman                        |       | 1989 | album Tournée d'Enfoirés |
| La Chanson des Restos (avec Johnny Hallyday, Jean-Jacques Goldman, Michel Sardou, Véronique Sanson) | Jean-Jacques Goldman                       | Jean-Jacques Goldman                        |       | 1989 | album Tournée d'Enfoirés 45 tours (1990) |

### Les années 1990
| Titre                                                                             | Musique                                   | Paroles                           | Durée | Date      | Support |
| --------------------------------------------------------------------------------- | ----------------------------------------- | --------------------------------- | ----- | --------- | --- |
| Sois pas cruelle (Don't Be Cruel)                                                 | D. Blackwell, Elvis Presley               | Claude Moine (adaptation)         |       | 1990      | Coffret Tout Eddy ou presque et Single promo H.C. Polydor 4075 puis CD Curiosité 1963-1992 (1998)                  |
| Dis-toi que ça existe - Tell It Like It Is (avec The Neville Brothers)            | D. Georges, D. Lee                        | Claude Moine (adaptation)         |       | 1990      | album Eddy Mitchell au Casino de Paris                                                                             |
| Le temps qui passe (avec Maurane) (As Time Goes By)                               | H. Hupfield                               | Boris Bergman (adaptation)        |       | 1990      | Coffret Eddy Mitchell Sessions, CD no 23 Et maintenant quelque chose de différent                                  |
| Vraiment bien (en duo avec Mort Shuman)                                           | Mort Shuman                               | Claude Moine                      |       | 1991      | 45 tours BO de la série télé Salut les copains (dernier enregistrement de Mort Shuman)                             |
| Rock'o rico                                                                       | T.J. Kuenster                             | Boris Bergman (adaptation)        |       | 1992      | album Rock-O-Rico                                                                                                  |
| Sacré soleil                                                                      | T.J. Kuenster                             | Boris Bergman (adaptation)        |       | 1992      | album Rock-O-Rico                                                                                                  |
| Ergomane                                                                          | T.J. Kuenster                             | Boris Bergman (adaptation)        |       | 1992      | album Rock-O-Rico                                                                                                  |
| Plus rien sans elle (avec Lio)                                                    | T.J. Kuenster                             | Boris Bergman (adaptation)        |       | 1992      | album Rock-O-Rico                                                                                                  |
| Y'a pas de mal à se faire du bien                                                 | Pierre Papadiamandis                      | Claude Moine                      |       | 1993      | album Rio Grande                                                                                                   |
| Rio Grande                                                                        | Pierre Papadiamandis                      | Claude Moine                      |       | 1993      | album Rio Grande                                                                                                   |
| Vigile                                                                            | Pierre Papadiamandis                      | Claude Moine                      |       | 1993      | album Rio Grande                                                                                                   |
| J'ai tous les plans                                                               | Pierre Papadiamandis                      | Claude Moine                      |       | 1993      | album Rio Grande                                                                                                   |
| Cœur solitaire                                                                    | Pierre Papadiamandis                      | Claude Moine                      |       | 1993      | album Rio Grande                                                                                                   |
| j'm'en sortirai vivant                                                            | Pierre Papadiamandis                      | Claude Moine                      |       | 1993      | album Rio Grande                                                                                                   |
| J'me sens mieux quand j'me sens mal                                               | Pierre Papadiamandis                      | Claude Moine                      |       | 1993      | album Rio Grande                                                                                                   |
| 18 ans demain                                                                     | Pierre Papadiamandis                      | Claude Moine                      |       | 1993      | album Rio Grande                                                                                                   |
| Promesses, promesses                                                              | Pierre Papadiamandis                      | Claude Moine                      |       | 1993      | album Rio Grande                                                                                                   |
| Te perdre                                                                         | Pierre Papadiamandis                      | Claude Moine                      |       | 1993      | album Rio Grande                                                                                                   |
| Excuse-moi partenaire (en duo avec Johnny Hallyday) (Cuttin' In)                  | Johnny Watson                             | Ralph Bernet (adaptation)         |       | 1993      | album Parc des Princes 1993 de Johnny Hallyday                                                                     |
| Happy birthday rock'n'roll (en duo avec Johnny Hallyday)                          | Pierre Papadiamandis                      | Claude Moine                      |       | 1993      | album Parc des Princes 1993 de Johnny Hallyday                                                                     |
| Vieille canaille (You Rascal You) (version solo)                                  | S. Theard                                 | Jacques Plante (adaptation)       |       | 1993 1994 | album Big Band au Casino de Paris (1995) album Retrouvons notre héros Eddy Mitchell à Bercy (1994)                 |
| Que reste-t-il de nos amours ?                                                    | Léo Chauliac                              | Charles Trenet                    |       | 1993 1994 | album Big Band au Casino de Paris (1995) album Retrouvons notre héros Eddy Mitchell à Bercy (1994)                 |
| My Pony, My Riffle And Me                                                         | Dimitri Tiomkin                           | Paul Francis Webster              |       | 1994      | album Retrouvons notre héros Eddy Mitchell à Bercy                                                                 |
| Sur la route de Memphis (en duo avec Renaud) (That How I Got To Memphis)          | Tom T. Hall                               | Claude Moine (adaptation)         |       | 1994      | album Les Enfoirés au Grand Rex                                                                                    |
| Dans la vie faut pas s'en faire                                                   |                                           |                                   |       | 1995      | spot publicitaire pour Midas                                                                                       |
| Da dou ron ron (avec Josiane Balasko)                                             | Jeff Barry, Ellie Greenvich, Phil Spector | Georges Aber (adaptation)         |       | 1995      | album Les Enfoirés à l'Opéra-Comique                                                                               |
| Un portrait de Norman Rockwell                                                    | Pierre Papadiamandis                      | Claude Moine                      |       | 1996      | album Mr. Eddy |
| Les tuniques bleues et les indiens                                                | Pierre Papadiamandis                      | Claude Moine                      |       | 1996      | album Mr. Eddy |
| C'est bon d'être seul                                                             | Pierre Papadiamandis                      | Claude Moine                      |       | 1996      | album Mr. Eddy |
| Harcelez-moi                                                                      | Pierre Papadiamandis                      | Claude Moine                      |       | 1996      | album Mr. Eddy |
| Mister J.B.                                                                       | Michel Gaucher                            | Claude Moine                      |       | 1996      | album Mr. Eddy |
| Garde du corps                                                                    | Pierre Papadiamandis                      | Claude Moine                      |       | 1996      | album Mr. Eddy |
| Ça fait désordre                                                                  | Pierre Papadiamandis                      | Claude Moine                      |       | 1996      | album Mr. Eddy |
| À travers elle, tu t'aimes                                                        | Pierre Papadiamandis                      | Claude Moine                      |       | 1996      | album Mr. Eddy |
| Celle qui t'a laissé tomber                                                       | Pierre Papadiamandis                      | Claude Moine                      |       | 1996      | album Mr. Eddy |
| Ce qui ne va pas chez toi                                                         | Pierre Papadiamandis                      | Claude Moine                      |       | 1996      | album Mr. Eddy |
| Qu'est-ce qu'on allume, qu'on regarde pas                                         | Pierre Papadiamandis                      | Claude Moine                      |       | 1996      | album Mr. Eddy |
| Il chante, il gratte                                                              | Paul Personne                             | Claude Moine                      |       | 1996      | album Mr. Eddy |
| Sleep Warm                                                                        | Lew Spence (en)                           | Alan and Marilyn Bergman (en)     |       | 1997      | album Mr. Eddy à Bercy 97                                                                                          |
| Mon dernier rêve sera pour toi (Eddy Mitchell et Johnny Hallyday font les chœurs) | Jacques Revaux                            | Michel Sardou, Didier Barbelivien |       | 1997      | album Salut de Michel Sardou                                                                                       |
| C'est magique (avec Maurane)                                                      | Pierre Papadiamandis                      | Claude Moine                      |       | 1998      | album L'un pour l'autre de Maurane reprise en duo du titre d'Eddy Mitchell enregistré en 1987 sur l'album Mitchell |
| Sa raison d'être (collectif)                                                      | Pascal Obispo                             | Lionel Florence                   |       | 1998      | album Ensemble |
| J'ai des gouts simples                                                            | Pierre Papadiamandis                      | Claude Moine                      |       | 1999      | album Les Nouvelles Aventures d'Eddy Mitchell                                                                      |
| Golden boy (versions : 4:02 et 3:58)                                              | Pierre Papadiamandis                      | Claude Moine                      |       | 1999      | album Les Nouvelles Aventures d'Eddy Mitchell                                                                      |
| J'aime pas les gens heureux                                                       | Pierre Papadiamandis                      | Claude Moine                      |       | 1999      | album Les Nouvelles Aventures d'Eddy Mitchell                                                                      |
| Mauvaise option                                                                   | Pierre Papadiamandis                      | Claude Moine                      |       | 1999      | album Les Nouvelles Aventures d'Eddy Mitchell                                                                      |
| Destination terre                                                                 | Pierre Papadiamandis                      | Claude Moine                      |       | 1999      | album Les Nouvelles Aventures d'Eddy Mitchell                                                                      |
| Ton homme de paille                                                               | Pierre Papadiamandis                      | Claude Moine                      |       | 1999      | album Les Nouvelles Aventures d'Eddy Mitchell                                                                      |
| Décrocher les étoiles                                                             | Pierre Papadiamandis                      | Claude Moine                      |       | 1999      | album Les Nouvelles Aventures d'Eddy Mitchell                                                                      |
| Les nuits de la pleine lune                                                       | Pierre Papadiamandis                      | Claude Moine                      |       | 1999      | album Les Nouvelles Aventures d'Eddy Mitchell                                                                      |
| On va dire que c'est moi                                                          | Pierre Papadiamandis                      | Claude Moine                      |       | 1999      | album Les Nouvelles Aventures d'Eddy Mitchell                                                                      |
| Les 3 singes                                                                      | Pierre Papadiamandis                      | Claude Moine                      |       | 1999      | album Les Nouvelles Aventures d'Eddy Mitchell                                                                      |
| T'es qu'un joueur                                                                 | Michel Gaucher                            | Claude Moine                      |       | 1999      | album Les Nouvelles Aventures d'Eddy Mitchell                                                                      |

### Les années 2000
| Titre | Musique                         | Paroles                             | Durée | Date | Support |
| --- | ------------------------------- | ----------------------------------- | ----- | ---- | --- |
| Noël ensemble (collectif) (+ version acoustique)                                                               | Pascal Obispo                   | Lionel Florence, Patrice Guirao     |       | 2000 | album Noël ensemble |
| Noël blanc (avec Véronique Sanson)                                                                             | Irving Berlin                   | Francis Blanche (adaptation)        |       | 2000 | album Noël ensemble |
| Be-Bop-A-Lula (en duo avec Johnny Hallyday)                                                                    | Gene Vincent                    | Sheriff Tex Davis                   |       | 2000 | Olympia 2000, album de Johnny Hallyday (nouvelle édition 2019, incluse dans le coffret Hallyday Olympia Story 1961-2000) |
| I Can't Turn You Loose                                                                                         |                                 |                                     |       | 2000 | album Live 2000 (2001)                                                                                                   |
| Le déserteur                                                                                                   | Arold Berg                      | Boris Vian                          | 3:30  | 2001 | album Ma chanson d'enfance                                                                                               |
| J'ai oublié de l'oublier                                                                                       | Pierre Papadiamandis            | Claude Moine                        |       | 2001 | album Double Compilation "COLLECTION" - version inédite                                                                  |
| Pas de boogie woogie (en duo avec Florent Pagny)                                                               | Laying Martine Jr               | Claude Moine                        |       | 2002 | participation à l'album de Florent Pagny 2                                                                               |
| J'aime les interdits                                                                                           | Pierre Papadiamandis            | Claude Moine                        |       | 2003 | album Frenchy |
| Sur la route 66                                                                                                | Pierre Papadiamandis            | Claude Moine                        |       | 2003 | album Frenchy |
| Faut faire avec moi                                                                                            | Pierre Papadiamandis            | Claude Moine                        |       | 2003 | album Frenchy |
| Le monde est trop petit                                                                                        | Pierre Papadiamandis            | Claude Moine                        |       | 2003 | album Frenchy |
| Y'a danger | Pierre Papadiamandis            | Claude Moine                        |       | 2003 | album Frenchy |
| Je chante pour ceux qui ont le blues                                                                           | Pierre Papadiamandis            | Claude Moine                        |       | 2003 | album Frenchy |
| Reality Show                                                                                                   | Pierre Papadiamandis            | Claude Moine                        |       | 2003 | album Frenchy |
| C'est pas ta journée                                                                                           | Pierre Papadiamandis            | Claude Moine                        |       | 2003 | album Frenchy |
| Cœur glacé | Pierre Papadiamandis            | Claude Moine                        |       | 2003 | album Frenchy |
| Faudrait pas rester là                                                                                         | Michel Gaucher                  | Claude Moine                        |       | 2003 | album Frenchy |
| Au bar du Lutétia                                                                                              | Michel Amsellem                 | Claude Moine                        |       | 2003 | album Frenchy |
| Ma nouvelle Orléans                                                                                            | Pierre Papadiamandis            | Claude Moine                        |       | 2006 | album Jambalaya |
| Le seul survivant                                                                                              | Jean-Philippe Nataf             | Claude Moine                        |       | 2006 | album Jambalaya |
| Comme la planète                                                                                               | Pierre Papadiamandis            | Claude Moine                        |       | 2006 | album Jambalaya |
| Ça l'fait | Michel Amsellem                 | Claude Moine                        |       | 2006 | album Jambalaya |
| Les caresses                                                                                                   | Pierre Papadiamandis            | Claude Moine                        |       | 2006 | album Jambalaya |
| On veut des légendes (avec Johnny Hallyday)                                                                    | Pierre Papadiamandis            | Claude Moine                        |       | 2006 | album Jambalaya |
| L'arche de Noé revisitée                                                                                       | Pierre Papadiamandis            | Claude Moine                        |       | 2006 | album Jambalaya |
| Paloma dort | Art Mengo                       | Marie Nimier, Thierry Illouz        |       | 2006 | album Jambalaya |
| L'amour se trouve au coin de la rue                                                                            | Henri Salvador                  | Claude Moine                        |       | 2006 | album Jambalaya |
| Y'a un bon dieu                                                                                                | Henri Salvador                  | Claude Moine                        |       | 2006 | album Jambalaya |
| Excusez votre honneur                                                                                          | Pierre Papadiamandis            | Claude Moine                        |       | 2006 | album Jambalaya |
| Je ne t'en veux pas                                                                                            | Pierre Papadiamandis            | Claude Moine                        |       | 2006 | album Jambalaya |
| Elle est terrible-Somethin' Else (avec Little Richard et Johnny Hallyday)                                      | Eddie Cochran, Sharon Sheeley   | Jil et Jan (adaptation)             |       | 2006 | album Jambalaya |
| Jambalaya (On the Bayou) (avec les groupes The Jack Shit et I See Hanks in L.A.)                               | Hank Williams                   | Hank Williams                       |       | 2006 | album Jambalaya (chant + présentation et enfin les ingrédients pour la recette du Jambalaya)                             |
| On veut des légendes (version solo)                                                                            | Pierre Papadiamandis            | Claude Moine                        |       | 2007 | album Jambalaya Tour |
| On veut des légendes (version live avec Johnny Hallyday)                                                       | Pierre Papadiamandis            | Claude Moine                        |       | 2007 | album Jambalaya Tour |
| Be-Bop-A-Lula (En VO et version francaise mêlant la version des Chaussettes Noires) (duo avec Johnny Hallyday) | Gene Vincent                    | Tex Davis Claude Moine (adaptation) |       | 2007 | album Jambalaya Tour |
| La fille du Nord (avec Hugues Aufray) (Girl from the North Country)                                            | Bob Dylan                       | Hugues Aufray, Pierre Delanoë       |       | 2009 | album New Yorker d'Hugues Aufray                                                                                         |
| Frappe aux portes du paradis (Knockin' on Heaven's Door)                                                       | Bob Dylan                       | Claude Moine (adaptation)           |       | 2009 | album Grand Écran |
| Toute la pluie tombe sur moi (Raindrops Keep Fallin' on My Head)                                               | Hal David, Burt Bacharach       | Maurice Tézé                        |       | 2009 | album Grand Écran |
| Je t'appartiens                                                                                                | Gilbert Bécaud                  | Pierre Delanoë                      | 3:03  | 2009 | album Grand Écran |
| Comme un étranger dans la ville                                                                                | Fred Neil                       | Eddy Marnay                         |       | 2009 | album Grand Écran |
| J'aime avril à Paris                                                                                           | E. Y. Harburg, Vernon Duke      | Jérôme Attal                        |       | 2009 | album Grand Écran |
| Les feuilles mortes                                                                                            | Joseph Kosma                    | Jacques Prévert                     |       | 2009 | album Grand Écran |
| Seize tonnes                                                                                                   | Merle Travis                    | Jacques Larue                       |       | 2009 | album Grand Écran |
| Pleurer les rivières                                                                                           | Arthur Hamilton                 | Boris Bergman                       |       | 2009 | album Grand Écran |
| Ma plus belle année                                                                                            | Ervin Drake                     | Eddy Marnay                         |       | 2009 | album Grand Écran |
| Si toi aussi tu m'abandonnes                                                                                   | Dimitri Tiomkin, Ned Washington | Henri Contet, Max François          |       | 2009 | album Grand Écran |
| Hier encore | Charles Aznavour                | Charles Aznavour                    |       | 2009 | album Grand Écran |
| Je file droit                                                                                                  | Johnny Cash                     | Jérôme Attal                        |       | 2009 | album Grand Écran |
| Celui qui est                                                                                                  | Roy Orbison, Joe Melson         | Didier Golemanas                    |       | 2009 | album Grand Écran |
| Garde moi la dernière danse (Save the last dance for me)                                                       | Doc Pomus, Mort Shuman          | André Salvet                        |       | 2009 | album Grand Écran |
| Derrière l'arc en ciel                                                                                         | E. Y. Harburg, Harold Arlen     | Jérôme Attal                        |       | 2009 | album Grand Écran |
| La Dernière Séance (nouvelle version)                                                                          | Pierre Papadiamandis            | Claude Moine                        |       | 2009 | album Grand Écran |

### Les années 2010-2020
| Titre | Musique                                                    | Paroles                                           | Durée | Date | Support |
| --- | ---------------------------------------------------------- | ------------------------------------------------- | ----- | ---- | --- |
| Avoir 16 ans aujourd'hui                                                                                 | Pierre Papadiamandis                                       | Claude Moine                                      |       | 2010 | album Come Back |
| Laisse le bon temps rouler                                                                               | Pierre Papadiamandis                                       | Claude Moine                                      |       | 2010 | album Come Back |
| L'esprit grande prairie                                                                                  | Laurent Voulzy                                             | Alain Souchon                                     |       | 2010 | album Come Back |
| Je suis vintage                                                                                          | Pierre Papadiamandis                                       | Claude Moine                                      |       | 2010 | album Come Back |
| Mes colonies de vacances                                                                                 | Michel Amsellem                                            | Claude Moine                                      |       | 2010 | album Come Back |
| En garde à vue                                                                                           | Michel Amsellem                                            | Claude Moine                                      |       | 2010 | album Come Back |
| Tu fermes les yeux sur tout                                                                              | Pierre Papadiamandis                                       | Claude Moine                                      |       | 2010 | album Come Back |
| Un garçon facile                                                                                         | Pierre Papadiamandis                                       | Claude Moine                                      |       | 2010 | album Come Back |
| Ça ressemble à du blues                                                                                  | Pierre Papadiamandis                                       | Claude Moine                                      |       | 2010 | album Come Back |
| Surmonter la crise                                                                                       | Pierre Papadiamandis                                       | Claude Moine                                      |       | 2010 | album Come Back |
| Pas besoin de ça                                                                                         | Pierre Papadiamandis                                       | Claude Moine                                      |       | 2010 | album Come Back |
| L'esprit rock'n'roll                                                                                     | Pierre Papadiamandis                                       | Claude Moine                                      |       | 2010 | album Come Back |
| Come back                                                                                                | Michel Amsellem                                            | Claude Moine                                      |       | 2010 | album Come Back |
| L'esprit grande prairie (2e version)                                                                     | Laurent Voulzy                                             | Alain Souchon                                     |       | 2010 | album Come Back |
| Je t'appartiens (nouvelle/autre version)                                                                 | Gilbert Bécaud                                             | Pierre Delanoë                                    | 3:06  | 2011 | album Bécaud, et maintenant |
| L'esprit grande prairie (avec Laurent Voulzy et Alain Souchon)                                           | Laurent Voulzy                                             | Alain Souchon                                     |       | 2011 | album Ma dernière séance |
| Vieille canaille (avec Laurent Gerra) (You Rascal You)                                                   | Sam Theard (en)                                            | Jacques Plante (adaptation)                       |       | 2011 | album Ma dernière séance |
| Le blues du blanc (avec Thomas Dutronc)                                                                  | Pierre Papadiamandis                                       | Claude Moine                                      |       | 2011 | album Ma dernière séance |
| Couleur menthe à l'eau (avec Olivia Ruiz)                                                                | Pierre Papadiamandis                                       | Claude Moine                                      |       | 2011 | album Ma dernière séance |
| Pas de boogie woogie (avec Pascal Obispo) (Don't Boogie Woogie)                                          | L. Martine                                                 | Claude Moine (adaptation)                         |       | 2011 | album Ma dernière séance |
| La musique que j'aime (en duo avec Johnny Hallyday)                                                      | Johnny Hallyday                                            | Michel Mallory                                    |       | 2013 | album live de J. Hallyday On Stage (enregistré au Stade de France en juin 2012) et Born Rocker Tour (enregistré au Palais omnisports de Paris-Bercy en juin 2013) |
| Le goût des larmes                                                                                       | Pierre Papadiamandis                                       | Claude Moine                                      | 4:04  | 2013 | album Héros |
| Les vrais héros                                                                                          | Pierre Papadiamandis                                       | Claude Moine                                      | 4:11  | 2013 | album Héros |
| Premier printemps                                                                                        | Pierre Papadiamandis                                       | Claude Moine                                      | 3:49  | 2013 | album Héros |
| Pour tuer le temps (Dum dum, dee, dee, dum, dum) (Happy Song)                                            | Otis Redding Stephen Lee Cropper                           | Claude Moine (adaptation)                         | 3: 50 | 2013 | album Héros |
| La cour des grands                                                                                       | Pierre Papadiamandis                                       | Claude Moine                                      | 3:24  | 2013 | album Héros |
| J'veux qu'on m'aime                                                                                      | Pierre Papadiamandis                                       | Claude Moine                                      | 4:58  | 2013 | album Héros |
| T'es pas doué pour l'amour                                                                               | Pierre Papadiamandis                                       | Claude Moine                                      | 6:01  | 2013 | album Héros |
| Final cut                                                                                                | Michel Amsellem                                            | Claude Moine                                      | 4:05  | 2013 | album Héros |
| T'es seul, tu stresses, T'es mal (I'M So Lonesome And I Could Cry)                                       | Hank Williams                                              | Claude Moine (adaptation)                         | 3:16  | 2013 | album Héros |
| Léo | Michel Amsellem                                            | Claude Moine                                      | 4:17  | 2013 | album Héros |
| La complainte du phoque en Alaska (en duo avec Nolwenn Leroy)                                            | Michel Rivard                                              | Michel Rivard                                     | 5:09  | 2013 | album Héros |
| Aux anges (présentation des musiciens : E. Mitchell et Jean Dujardin)                                    | Michel Gaucher                                             | Eddy Mitchell (id au crédit du livret de l'album) | 6:06  | 2013 | album Héros |
| Ma petite entreprise (en duo avec Thomas Dutronc)                                                        | Alain Bashung                                              | Alain Bashung Jean Fauque                         |       | 2014 | album Kiss & Love |
| Il faut vivre vite                                                                                       | Pierre Papadiamandis                                       | Claude Moine                                      | 3:33  | 2015 | album Big Band |
| Tu ressembles à hier                                                                                     | Pierre Papadiamandis                                       | Claude Moine                                      | 4:54  | 2015 | album Big Band |
| Un cocktail explosif                                                                                     | Michel Gaucher                                             | Claude Moine                                      | 4:07  | 2015 | album Big Band |
| Quelque chose a changé                                                                                   | Pierre Papadiamandis                                       | Claude Moine                                      | 3:59  | 2015 | album Big Band |
| Combien je vous dois ?                                                                                   | Michel Amseller                                            | Claude Moine                                      | 3:11  | 2015 | album Big Band |
| Un rêve américain                                                                                        | Pierre Papadiamandis                                       | Claude Moine                                      | 4:08  | 2015 | album Big Band |
| Si j'étais vous                                                                                          | Pierre Papadiamandis                                       | Claude Moine                                      | 3:19  | 2015 | album Big Band |
| Je n'ai pas d'amis                                                                                       | Pierre Papadiamandis                                       | Claude Moine                                      | 4:34  | 2015 | album Big Band |
| Avec des mots d'amour                                                                                    | Pierre Papadiamandis                                       | Claude Moine                                      | 4:19  | 2015 | album Big Band |
| Journaliste et critique                                                                                  | Pierre Papadiamandis                                       | Claude Moine                                      | 4:17  | 2015 | album Big Band |
| Promets-moi la lune (Fly Me To The Moon)                                                                 | Bart Howard                                                | Claude Moine (adaptation)                         | 2:41  | 2015 | album Big Band |
| Pleure (Hurt)                                                                                            | Jimmie Crane, Al Jacobs                                    | Claude Moine (adaptation)                         | 2:41  | 2015 | album Big Band |
| La même tribu                                                                                            | Pierre Papadiamandis                                       | Claude Moine                                      | 3:46  | 2017 | album La Même Tribu, volume 1 participation de Johnny Hallyday, Laurent Voulzy, Pascal Obispo, Alain Souchon, Julien Clerc, Renaud, Christophe, Sanseverino, Maxime Le Forestier, Michel Jonasz, Arno, Calogero, Brigitte, Thomas Dutronc, William Sheller, Laurent Gerra, Jacques Dutronc                        |
| c'est un rockeur (en duo avec Johnny Hallyday) (I'm A Rocker)                                            | Chuck Berry                                                | Claude Moine (adaptation)                         | 3:54  | 2017 | album La Même Tribu, volume 1 |
| On veut des légendes (en duo avec Alain Souchon)                                                         | Pierre Papadiamandis                                       | Claude Moine                                      | 3:52  | 2017 | album La Même Tribu, volume 1 |
| Sur la route de Memphis (en duo avec Renaud) (That's How I Got to Memphis (en))                          | Tom T. Hall                                                | Claude Moine (adaptation)                         | 3:11  | 2017 | album La Même Tribu, volume 1 |
| J'ai oublié de l'oublier (en duo avec Julien Clerc)                                                      | Pierre Papadiamandis                                       | Claude Moine                                      | 3:16  | 2017 | album La Même Tribu, volume 1 |
| Lèche-bottes blues (en duo avec Arno)                                                                    | Pierre Papadiamandis                                       | Claude Moine, Boris Bergman                       | 4:23  | 2017 | album La Même Tribu, volume 1 |
| Toujours un coin qui me rappelle (en duo avec Keren Ann) ((There's) Always Something There to Remind Me) | Burt Bacharach, Hal David                                  | Ralph Bernet (adaptation)                         | 3:35  | 2017 | album La Même Tribu, volume 1 |
| Au bar du Lutétia (en duo avec Jacques Dutronc)                                                          | Michel Amsellem                                            | Claude Moine                                      | 4:52  | 2017 | album La Même Tribu, volume 1 |
| M'man (accompagné à la trompette par Ibrahim Maalouf)                                                    | Pierre Papadiamandis                                       | Claude Moine                                      | 4:32  | 2017 | album La Même Tribu, volume 1 |
| Otis (en duo avec Charles Bradley) (Hard To Handle) (en)                                                 | Otis Redding, Alvertis Isbell, Jones Allen Alvoir Jr. (en) | Claude Moine (adaptation)                         | 2:55  | 2017 | album La Même Tribu, volume 1 |
| La fille du motel (en duo avec Brigitte)                                                                 | Pierre Papadiamandis                                       | Claude Moine                                      | 3:05  | 2017 | album La Même Tribu, volume 1 |
| Nashville ou Belleville (en duo avec Sanseverino)                                                        | Pierre Papadiamandis                                       | Claude Moine                                      | 3:36  | 2017 | album La Même Tribu, volume 1 |
| Un portrait de Norman Rockwell (en duo avec Christophe)                                                  | Pierre Papadiamandis                                       | Claude Moine                                      | 4:26  | 2017 | album La Même Tribu, volume 1 |
| Et la voix d'Elvis (en duo avec Maryline Moine) (Good Rocking Tonight)                                   | Roy Brown                                                  | Claude Moine (adaptation)                         | 3:53  | 2017 | album La Même Tribu, volume 1 |
| Pas de boogie woogie (en duo avec Calogero)                                                              | Layng Martine Jr                                           | Claude Moine (adaptation)                         | 3:59  | 2018 | album La Même Tribu, volume 2 |
| L’esprit grande prairie (en duo avec Pascal Obispo)                                                      | Laurent Voulzy                                             | Alain Souchon                                     | 5:07  | 2018 | album La Même Tribu, volume 2 |
| Il ne rentre pas ce soir (en duo avec Maxime Le Forestier)                                               | Pierre Papadiamandis                                       | Claude Moine                                      | 3:29  | 2018 | album La Même Tribu, volume 2 |
| Le cimetière des éléphants (en duo avec Véronique Sanson)                                                | Pierre Papadiamandis                                       | Claude Moine                                      | 4:18  | 2018 | album La Même Tribu, volume 2 |
| Vieille canaille (en duo avec Féfé)                                                                      | Sam Theard (en)                                            | Jacques Plante (adaptation)                       | 3:11  | 2018 | album La Même Tribu, volume 2 |
| Couleur menthe à l'eau (en duo avec Juliette Armanet)                                                    | Pierre Papadiamandis                                       | Claude Moine                                      | 3:39  | 2018 | album La Même Tribu, volume 2 |
| À crédit et en stéréo (en duo avec Arno)                                                                 | Chuck Berry                                                | Claude Moine (adaptation)                         | 2:48  | 2018 | album La Même Tribu, volume 2 |
| That's How I Got to Memphis (en) (Sur la route de Memphis) (en duo avec Gregory Porter)                  | Tom T. Hall                                                | Tom T. Hall                                       | 3:13  | 2018 | album La Même Tribu, volume 2 |
| C’est la vie mon chéri (en duo avec Laurent Gerra)                                                       | Chuck Berry                                                | Claude Moine (adaptation)                         | 3:19  | 2018 | album La Même Tribu, volume 2 |
| Rio Grande (en duo avec Laurent Voulzy)                                                                  | Pierre Papadiamandis                                       | Claude Moine                                      | 4:45  | 2018 | album La Même Tribu, volume 2 |
| C’est facile (en duo avec Héléna Noguerra)                                                               | Pierre Papadiamandis                                       | Claude Moine                                      | 3:29  | 2018 | album La Même Tribu, volume 2 |
| Le blues du blanc (en duo avec Thomas Dutronc)                                                           | Pierre Papadiamandis                                       | Claude Moine                                      | 4:00  | 2018 | album La Même Tribu, volume 2 |
| La dernière séance (en duo avec Cécile de France)                                                        | Pierre Papadiamandis                                       | Claude Moine                                      | 4:01  | 2018 | album La Même Tribu, volume 2 |
| Tu peux préparer le café noir (en duo avec William Sheller)                                              | Alexander Arthur Jr.                                       | Claude Moine, Boris Bergman (adaptation)          | 3:28  | 2018 | album La Même Tribu, volume 2 |
| Je chante pour ceux qui ont le blues (en duo avec Michel Jonasz)                                         | Pierre Papadiamandis                                       | Claude Moine                                      | 4:39  | 2018 | album La Même Tribu, volume 2 |
| La même tribu (2e version)                                                                               | Pierre Papadiamandis                                       | Claude Moine                                      | 3:30  | 2018 | album La Même Tribu, volume 2 participation de Michel Gaucher, Johnny Hallyday, Laurent Voulzy, Pascal Obispo, Alain Souchon, Julien Clerc, Renaud, Christophe, Sanseverino, Maxime Le Forestier, Michel Jonasz, Arno, Calogero, Brigitte, Thomas Dutronc, Véronique Sanson, William Sheller, Laurent Gerra, Féfé |
| Avec un homme comme toi (en duo avec Véronique Sanson)                                                   | Véronique Sanson                                           | Véronique Sanson                                  | 3:45  | 2018 | participation à l'album Duos volatils de Véronique Sanson |
| Les playboys (avec Jacques Dutronc et Johnny Hallyday)                                                   | Jacques Dutronc                                            | Jacques Lanzmann                                  |       | 2019 | album Les Vieilles Canailles Le Live, enregistré en public au Palais omnisports de Paris-Bercy le 24 juin 2017 par le trio Les Vieilles Canailles |
| Noir c'est noir (avec Jacques Dutronc et Johnny Hallyday)                                                | Tony Hayes, Michelle Grainger, Steve Wadey                 | Georges Aber (adaptation)                         |       | 2019 | album Les Vieilles Canailles Le Live |
| C'est un rocker (avec Jacques Dutronc et Johnny Hallyday)                                                | Chuck Berry                                                | Claude Moine (adaptation)                         |       | 2019 | album Les Vieilles Canailles Le Live |
| Les Cactus (avec Johnny Hallyday)                                                                        | Jacques Dutronc                                            | Jacques Lanzmann                                  |       | 2019 | album Les Vieilles Canailles Le Live |
| J'aime les filles (avec Jacques Dutronc et Johnny Hallyday)                                              | Jacques Dutronc                                            | Jacques Lanzmann                                  |       | 2019 | album Les Vieilles Canailles Le Live |
| Excuse-moi partenaire (avec Johnny Hallyday)                                                             | Johnny Guitar Watson                                       | Ralph Bernet (adaptation)                         |       | 2019 | album Les Vieilles Canailles Le Live |
| Joue pas de rock'n'roll pour moi (avec Johnny Hallyday)                                                  | Nicky Chinn, Mike Chapman                                  | Long Chris (adaptation)                           |       | 2019 | album Les Vieilles Canailles Le Live |
| Be-Bop-A-Lula (avec Jacques Dutronc et Johnny Hallyday)                                                  | Gene Vincent                                               | Tex Davis                                         |       | 2019 | album Les Vieilles Canailles Le Live |
| Il est cinq heures, Paris s'éveille (avec Jacques Dutronc)                                               | Jacques Dutronc                                            | Jacques Lanzmann, Anne Segalen                    |       | 2019 | album Les Vieilles Canailles Le Live |
| Couleur menthe à l'eau (Johnny Hallyday)                                                                 | Pierre Papadiamandis                                       | Claude Moine                                      |       | 2019 | album Les Vieilles Canailles Le Live |
| On veut des légendes (avec Jacques Dutronc et Johnny Hallyday)                                           | Pierre Papadiamandis                                       | Claude Moine                                      |       | 2019 | album Les Vieilles Canailles Le Live |
| Vieille Canaille (avec Jacques Dutronc et Johnny Hallyday)                                               | Sam Theard (en)                                            | Jacques Plante (adaptation)                       |       | 2019 | album Les Vieilles Canailles Le Live |
| Et moi, et moi, et moi (avec Jacques Dutronc et Johnny Hallyday)                                         | Jacques Dutronc                                            | Jacques Lanzmann, Jacques Dutronc                 |       | 2019 | album Les Vieilles Canailles Le Live |
| Pas de boogie woogie (avec Jacques Dutronc et Eddy Mitchell)                                             | Layng Martine Jr                                           | Claude Moine (adaptation)                         |       | 2019 | album Les Vieilles Canailles Le Live |
| La Musique que j'aime (avec Jacques Dutronc et Johnny Hallyday)                                          | Johnny Hallyday                                            | Michel Mallory                                    |       | 2019 | album Les Vieilles Canailles Le Live |
| Parfum d'histoires (avec Christophe)                                                                     |                                                            |                                                   |       | 2019 | participation à l'album de Christophe Christophe etc. |
| La dernière séance (avec Thomas Dutronc)                                                                 | Pierre Papadiamandis                                       | Claude Moine                                      |       | 2020 | duo inclus de la réédition en tirage limité de l'album Frenchy de Thomas Dutronc, |
| Un petit peu d'amour                                                                                     | Pierre Papadiamandis                                       | Claude Moine                                      | 4'17  | 2021 | album Country Rock |
| Né dans le ghetto                                                                                        | Pierre Papadiamandis                                       | Claude Moine                                      | 4'14  | 2021 | album Country Rock |
| Ma star de mes nuits (Stadusts)                                                                          | Mitchell Parish, Hoagy Carmichael - Hoagy Carmichael       | Claude Moine (adaptation)                         | 4'02  | 2021 | album Country Rock |
| Garde tes nerfs                                                                                          | Calogero                                                   | Claude Moine                                      | 4'33  | 2021 | album Country Rock |
| Icône oubliée                                                                                            | Pierre Papadiamandis                                       | Claude Moine                                      | 4'26  | 2021 | album Country Rock |
| Que viva Las Vegas                                                                                       | Pierre Papadiamandis                                       | Claude Moine                                      | 3'18  | 2021 | album Country Rock |
| Droite dans tes bottes                                                                                   | Michel Amsellem                                            | Claude Moine                                      | 3'45  | 2021 | album Country Rock |
| C'est la vie, fais la belle (You Never Can Tell)                                                         | Chuck Berry                                                | Claude Moine (adaptation)                         | 3'00  | 2021 | album Country Rock |
| Roulette russe                                                                                           | Pierre Papadiamandis                                       | Claude Moine                                      | 3'28  | 2021 | album Country Rock |
| Les blessures d'amour                                                                                    | Pierre Papadiamandis                                       | Claude Moine                                      | 4'01  | 2021 | album Country Rock |
| Je suis comme toi                                                                                        | Pierre Papadiamandis                                       | Claude Moine                                      | 3'28  | 2021 | album Country Rock |
| Ne parle pas de moi                                                                                      | Michel Gaucher                                             | Claude Moine                                      | 3'31  | 2021 | album Country Rock |
| Tomber en amour                                                                                          |                                                            |                                                   | 2'49  | 2021 | album Country Rock (titre bonus d'une édition limitée) |
| Le pays d'où je viens                                                                                    | Gilbert Bécaud                                             | Louis Amade                                       | 3'02  | 2021 | album Country Rock (titre bonus d'une édition limitée / reprise du titre du Gilbert Bécaud extrait du film de Marcel Carné au titre éponyme) |
| Et bâiller et dormir                                                                                     | Jeff Davis                                                 | Charles Aznavour                                  | 3'48  | 2021 | album Country Rock (titre bonus d'une édition limitée / reprise de la chanson interprétée par eddie Constantine) |
| Si ma vie recommençait                                                                                   | Philippe-Gérard                                            | Bernard Michel                                    | 3'03  | 2021 | album Country Rock (titre bonus d'une édition limitée / reprise d'un titre interprété pae Eddie Constantine) |
| En décapotable Pontiac                                                                                   | Pierre Souchon                                             | Claude Moine - Alain Souchon                      | 4.09  | 2024 | album Amigos |
| L'aventure n'est jamais loin                                                                             | William Sheller                                            | Claude Moine                                      | 3.22  | 2024 | album Amigos |
| Boogie bougon                                                                                            | Pierre Souchon                                             | Alain Souchon                                     | 3.37  | 2024 | album Amigos |
| Amoureux                                                                                                 | Alain Chamfort                                             | Pierre-Dominique Burgaud                          | 3.39  | 2024 | album Amigos |
| Hey Mama                                                                                                 | Michel Amsellem                                            | Claude Moine                                      | 3.24  | 2024 | album Amigos |
| Dans le ghetto (In the Ghetto)                                                                           | Mac Davis                                                  | Claude Moine (adaptation)                         | 3.16  | 2024 | album Amigos |
| Ils ont changé ma chanson (What Have They Done to My Song, Ma)                                           | Mélanie Safka                                              | Maurice Vidalin (adaptation)                      | 3.04  | 2024 | album Amigos |
| Big Jim                                                                                                  | Michel Amsellem                                            | Muriel Moine                                      | 4.31  | 2024 | album Amigos |
| Tu es son homme                                                                                          | Pascal Obispo                                              | Claude Moine                                      | 3.25  | 2024 | album Amigos |
| Travailler                                                                                               | Stef Sanseverino                                           | Stef Sanseverino                                  | 3.10  | 2024 | album Amigos |
| Le chanteur du métro                                                                                     | Michel Gaucher                                             | Claude Moine                                      | 3.14  | 2024 | album Amigos |
| De l'air                                                                                                 | Michel Gaucher                                             | Claude Moine                                      | 3.07  | 2024 | album Amigos |
| |                                                            |                                                   |       |      | |